# Valloire
Pour les articles homonymes, voir Valloire (homonymie) et Valloires.
Valloire est une commune française située dans le département de la Savoie, en région Auvergne-Rhône-Alpes. Elle est la plus méridionale des communes de Savoie. Ce village d'altitude, constitué de 17 hameaux, est une station touristique alpine de sports d'hiver et d'été.

## Géographie

### Localisation
Valloire est situé au centre et au sud de la vallée de la Maurienne, non loin de la frontière entre la France et l'Italie et en bordure avec le département des Hautes-Alpes, sur la route des Grandes Alpes qui relie le lac Léman à la Méditerranée, entre le col du Télégraphe et le mythique col du Galibier.

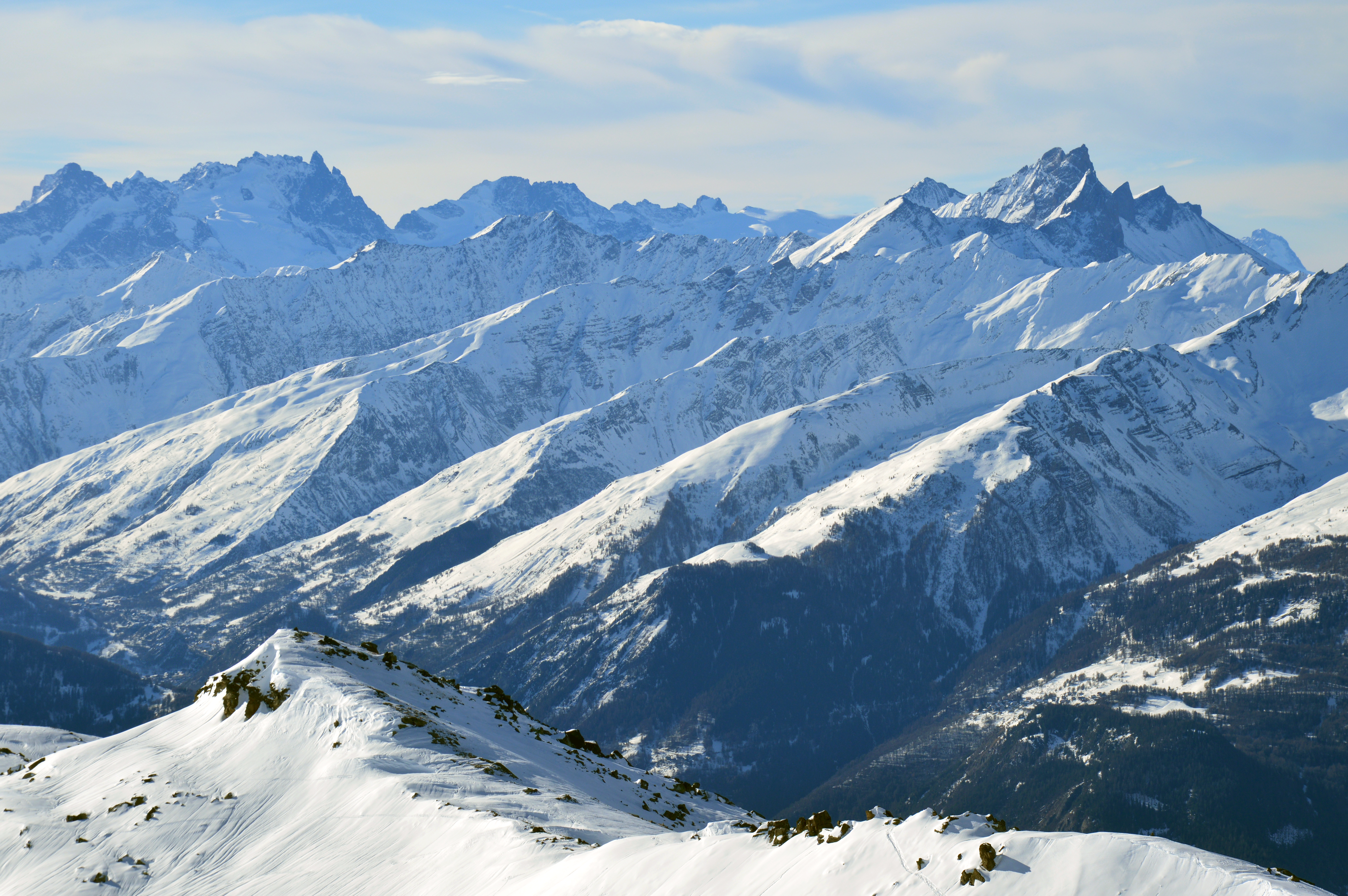
Vue générale de la vallée de la Valloirette, où se situe Valloire.

Valloire (à 1 405 mètres d'altitude au pied de l'église) est située sur l'ensemble du bassin versant d'un cours d'eau descendant du sud vers le nord, jusque vers Saint-Michel-de-Maurienne : la Valloirette.
Son sommet le plus élevé se trouve sur l'aiguille méridionale des Aiguilles d'Arves, à 3 514 m et son point le plus bas se trouve sur la rivière Arc à 691 m.
Le village central de Valloire est situé, par la route et autoroute, à environ 100 km de Chambéry, 130 km de Grenoble, 140 km de Turin (en Italie), 210 km de Lyon et 675 km de Paris.

### Communes limitrophes
La commune de Valloire est limitrophe de neuf communes, dont, au sud, trois communes situées dans le département des Hautes-Alpes. Valloire est la commune située le plus au sud de la Savoie, avec le contact routier du col du Galibier.
| Montricher-Albanne                 | Saint-Martin-de-la-Porte             | Saint-Martin-d'Arc     |
| Albiez-Montrond Saint-Jean-d'Arves | Valloire                             | Valmeinier             |
| La Grave (Hautes-Alpes)            | Le Monêtier-les-Bains (Hautes-Alpes) | Névache (Hautes-Alpes) |

Voici ci-dessous une carte représentant le découpage territorial des communes limitrophes :

### Géologie et relief
La superficie de la commune est de 137,48 km2 ; son altitude varie de 691  à   3 514 m.

## Urbanisme

### Typologie
Au 1er janvier 2024, Valloire est catégorisée commune rurale à habitat dispersé, selon la nouvelle grille communale de densité à sept niveaux définie par l'Insee en 2022.
Elle est située hors unité urbaine et hors attraction des villes,.

### Occupation des sols
L'occupation des sols de la commune, telle qu'elle ressort de la base de données européenne d’occupation biophysique des sols Corine Land Cover (CLC), est marquée par l'importance des forêts et milieux semi-naturels (96,7 % en 2018), une proportion sensiblement équivalente à celle de 1990 (97 %). La répartition détaillée en 2018 est la suivante :
espaces ouverts, sans ou avec peu de végétation (51,1 %), milieux à végétation arbustive et/ou herbacée (36,5 %), forêts (9,1 %), espaces verts artificialisés, non agricoles (1,4 %), zones urbanisées (0,9 %), prairies (0,6 %), zones agricoles hétérogènes (0,3 %).
L'IGN met par ailleurs à disposition un outil en ligne permettant de comparer l’évolution dans le temps de l’occupation des sols de la commune (ou de territoires à des échelles différentes). Plusieurs époques sont accessibles sous forme de cartes ou photos aériennes : la carte de Cassini (XVIIIe siècle), la carte d'état-major (1820-1866) et la période actuelle (1950 à aujourd'hui).

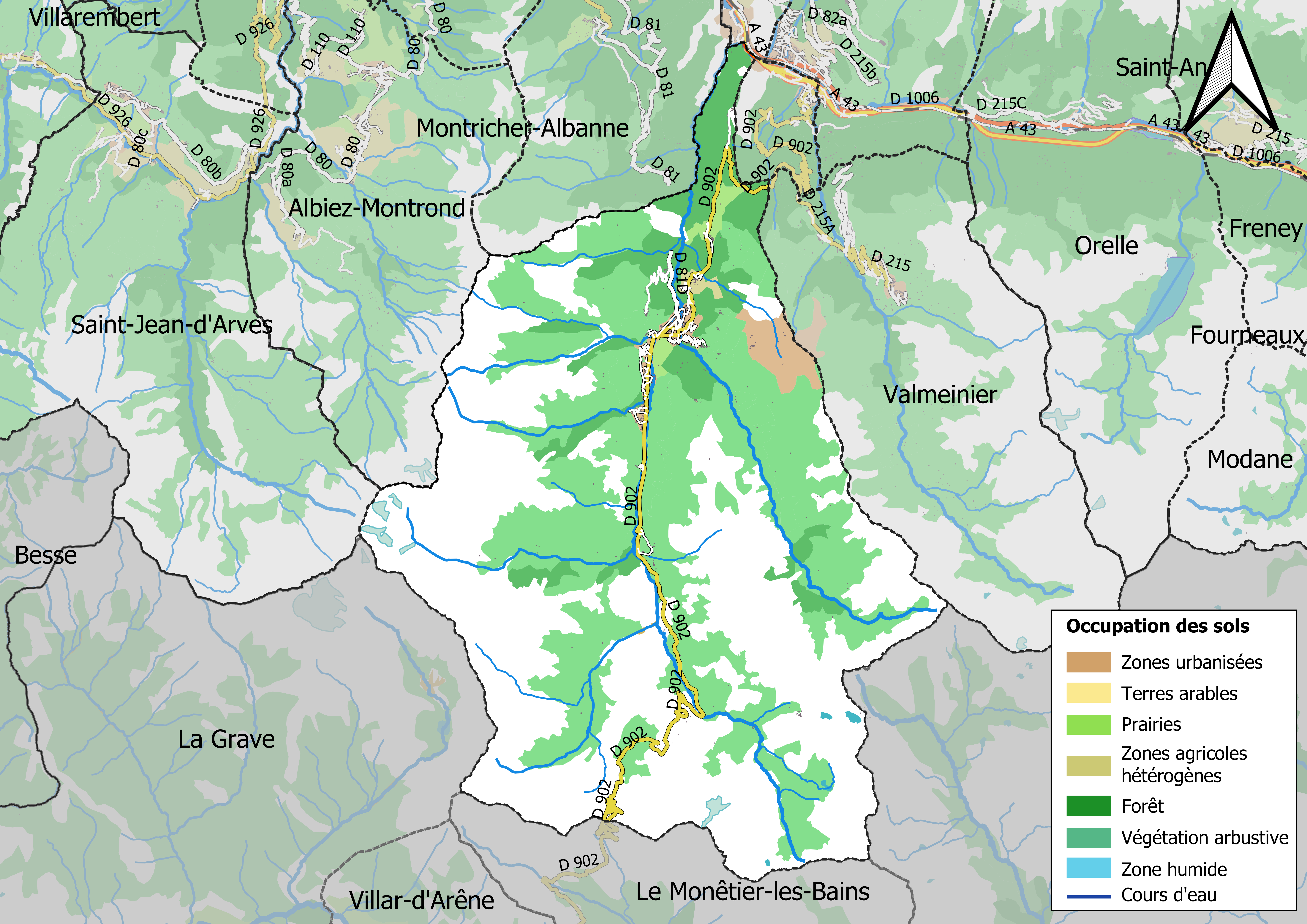
Carte des infrastructures et de l'occupation des sols en 2018 (CLC) de la commune.
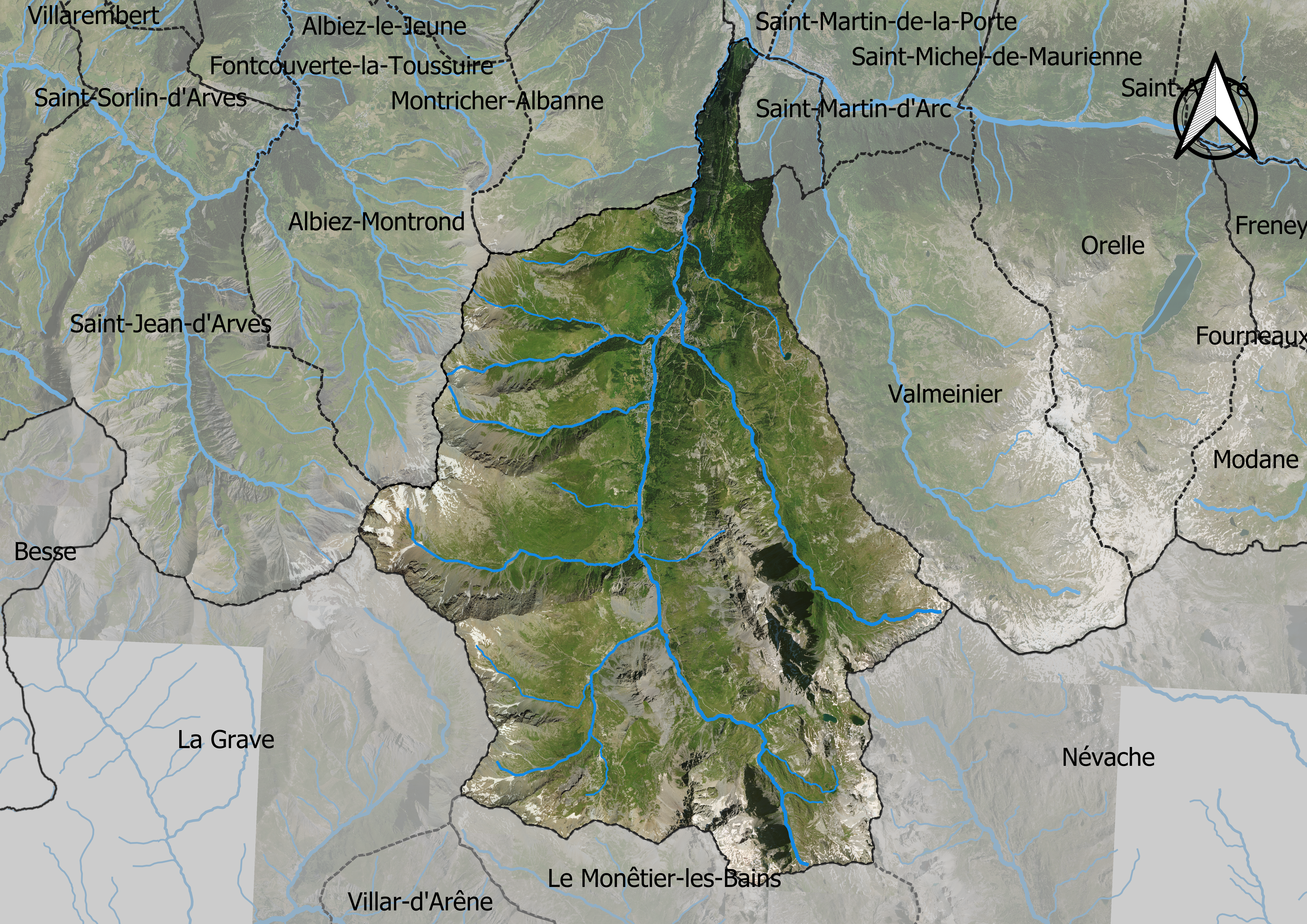
Carte orthophotogrammétrique de la commune.

### Voies de communication et transports

#### Voies routières
- Depuis la Savoie (Saint-Jean-de-Maurienne ou Modane) : A43 jusqu'à Saint-Michel-de-Maurienne puis prendre la RD 902 en direction du col du Galibier ;
- Depuis les Hautes-Alpes (Briançon ou La Grave), en période estivale d'ouverture du col du Galibier : RD 1091 jusqu'au col du Lautaret puis prendre RD 902 par le col du Galibier en direction de Valloire.

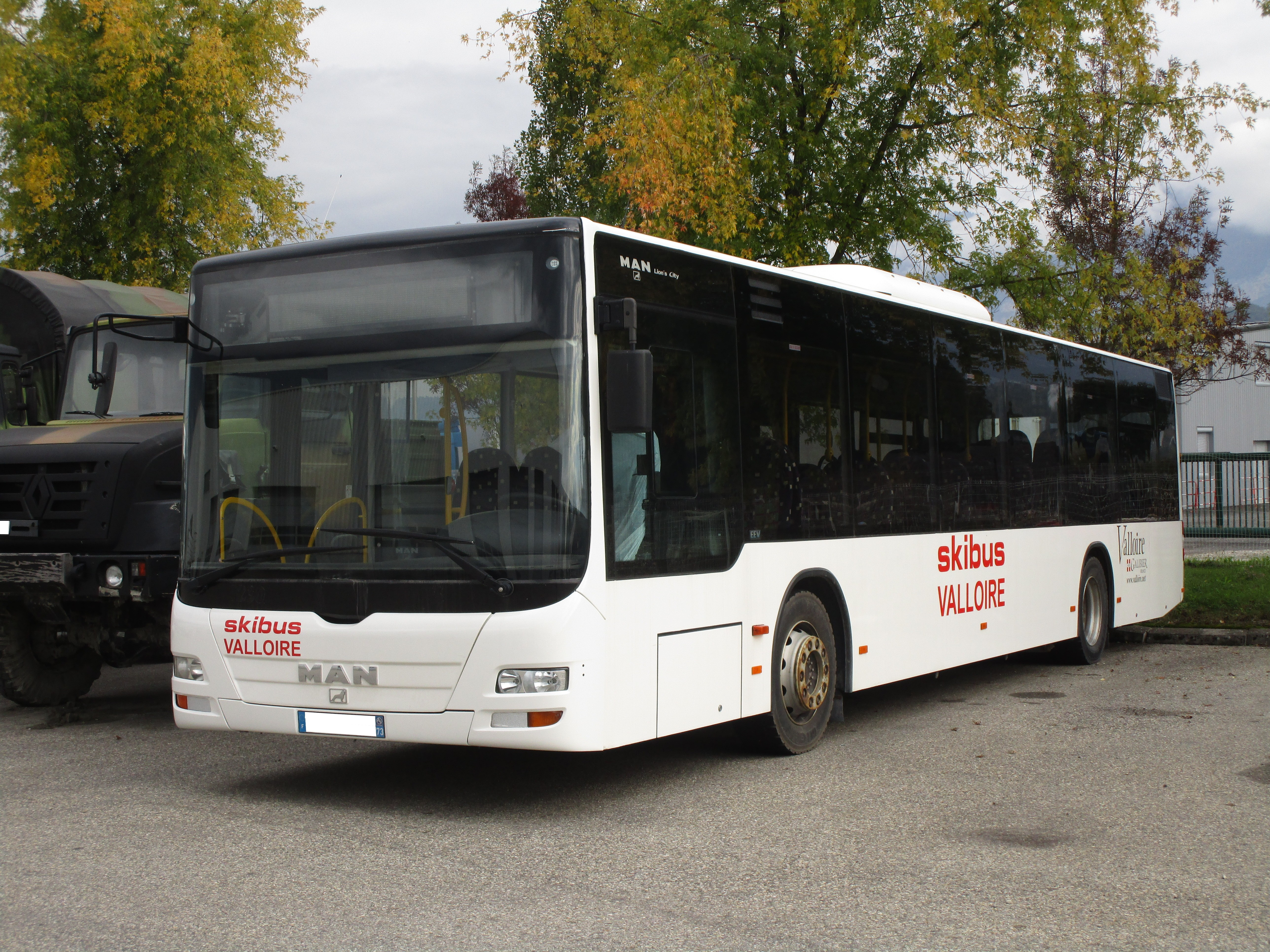
Un MAN Lion's City LE du réseau Skibus à Voglans, en octobre 2016.

#### Transport en commun
Valloire est dotée d'un réseau de transports en commun payant baptisé Skibus qui relie Valloire à ses principaux hameaux durant l'hiver : lignes depuis Valloire-centre aux hameaux des Verneys, au village du Col, à l'Archaz, au Serroz, aux Charbonnières.

#### Transport ferroviaire
Jusqu'en gare de Saint-Michel-Valloire située à Saint-Michel-de-Maurienne (17 km) :
- TGV directs : Paris - Saint-Michel-Valloire (4 h 30) les samedis et dimanches des vacances d'hiver ;
- TGV Paris - Milan arrêt Saint-Jean-de-Maurienne tous les jours ;
- TGV Paris - Chambéry + correspondance directe Chambéry - Saint-Michel-Valloire, tous les jours ;
- Trains directs de nuit : Paris - Saint-Michel-Valloire (7 h), les week-ends (ce train n'existe plus ?) ;
- TER Rhône-Alpes : Modane-Lyon arrêt Saint-Michel-de-Maurienne ;
- TER Rhône-Alpes : Modane-Chambéry arrêt Saint-Michel-de-Maurienne.

Une navette relie la gare de Saint-Michel jusqu'à Valloire.

#### Transport aérien
La ville de Valloire est desservie par l'aéroport de Chambéry - Savoie-Mont-Blanc. Valloire possède aussi une altisurface située dans le hameau de Bonnenuit (Ref : sia.aviation-civile.gouv.fr, AIP-FRANCE, Répertoire des Altisurfaces, AD 1.8-15).

## Toponymie

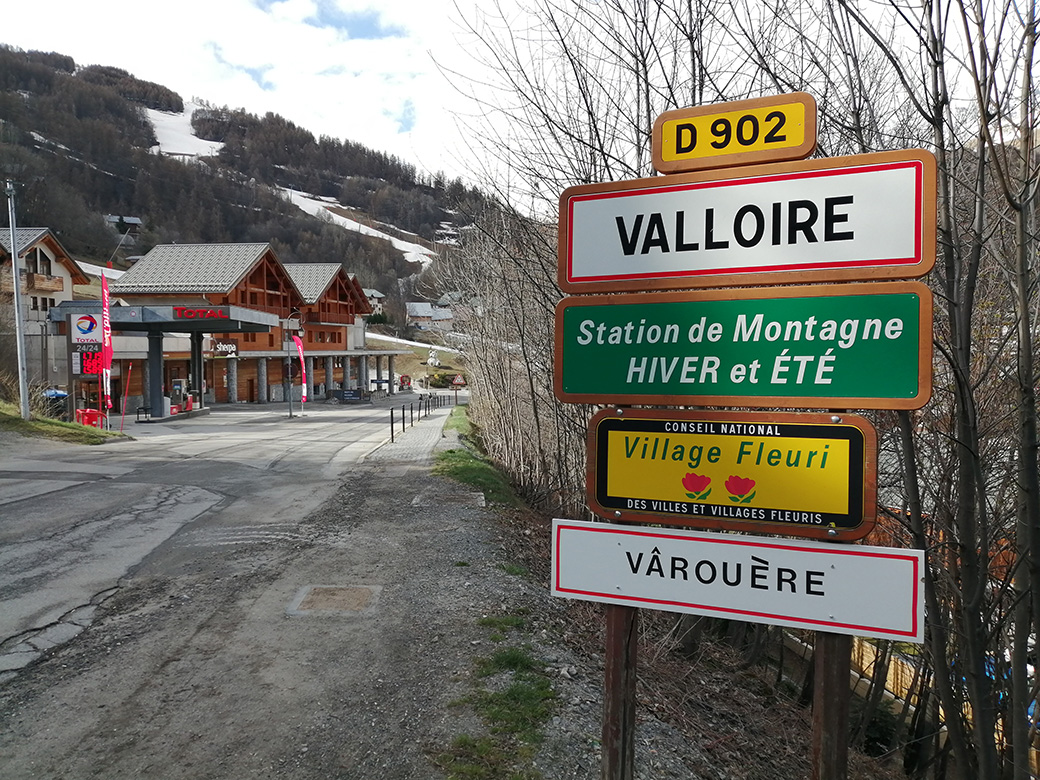
Panneau d'entrée d'agglomération « populaire » en français et en arpitan.

Le nom de la localité est attesté sous les formes Valloire en 1793 ; Valoires et Valloire depuis 1801.
L'étymologie de Valloire est discutée. L'explication la plus répandue étant Vallis Aurea, la vallée d'or. « L'or » dont il est question n'est pas le métal, mais renvoie probablement à l'exposition dont dispose la vallée, ce qui rendait les cultures particulièrement productives. Cela expliquerait en partie le fait que le seuil des 3 000 habitants ait été dépassé au XVIIe siècle (qualité de vie probablement plus facile, attrait de populations).
En arpitan savoyard, le nom de la commune s'écrit Vârouère et se prononce [vaˈrwɛːʁə] (retranscrite selon la norme API). En dehors de la commune, on trouve également l'écriture Vâlouère avec la prononciation [vaˈlwɛːʁ] et « valouère » (transcrit selon la graphie semi-phonétique de Conflans).

## Histoire
Le ski commence à être pratiqué sur la commune dès les années 1930. Le premier « monte-pente » est installé en 1937-1938, suivront d'autres équipements accompagnant le développement de la station au fil des décennies : téléski, télébenne, télésièges, etc.,.

## Politique et administration

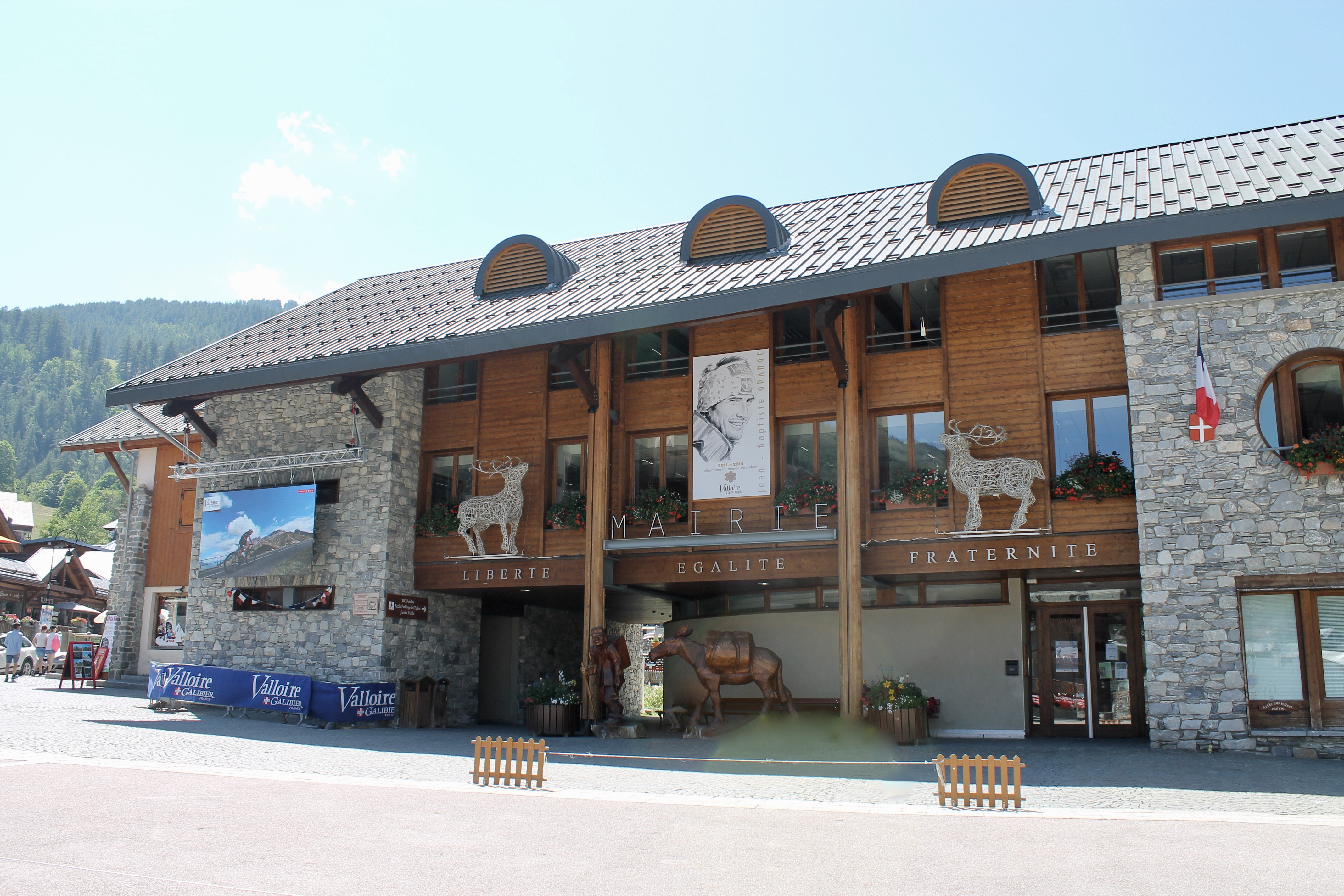
La mairie de Valloire (août 2018).

### Élections municipales et communautaires

#### Liste des maires
| Période                                  | Période  | Identité                      | Étiquette | Qualité |
| ---------------------------------------- | -------- | ----------------------------- | --------- | ------- |
| 1860                                     | 1865     | Jean-Antoine Giraud           |           |         |
| 1865                                     | 1870     | Nicolas Jean-Baptiste Magnin  |           |         |
| 1870                                     | 1871     | Jean-Antoine Giraud           |           |         |
| 1871                                     | 1876     | Cyprien Magnin                |           |         |
| 1876                                     | 1879     | Bonaventure Magnin            |           |         |
| 1879                                     | 1884     | Nicolas Jean-Baptiste Magnin  |           |         |
| 1884                                     | 1886     | Cyrille Jean-Baptiste Gallice |           |         |
| 1886                                     | 1896     | Cyrille-Diogène Giraud        |           |         |
| 1896                                     | 1908     | Vincent-Alexis Magnin         |           |         |
| 1908                                     | 1925     | Jean-Nicolas Giraud           |           |         |
| 1925                                     | 1933     | Nicolas Pommier               |           |         |
| 1933                                     | 1938     | Jean Magnin                   |           |         |
| 1938                                     | 1943     | Jean-Généreux Michelland      |           |         |
| 1943                                     | 1943     | Étienne Jean-Baptiste Falcoz  |           |         |
| 1943                                     | 1944     | Jean-Généreux Michelland      |           |         |
| 1944                                     | 1947     | Alexandre Martin              |           |         |
| 1947                                     | 1949     | Jean-Généreux Michelland      |           |         |
| 1949                                     | 1965     | Émile Grange                  |           |         |
| 1965                                     | 1966     | Jean Magnin                   |           |         |
| 1966                                     | 1968     | Pierre Philippe               |           |         |
| 1968                                     | 1971     | Cyrille Rol                   |           |         |
| 1971                                     | 1977     | Jean-Baptiste Magnin          |           |         |
| 1977                                     | 1983     | Adrien Savoye                 |           |         |
| 1983                                     | 2001     | Cyrille Rol                   |           |         |
| 2001                                     | 2008     | Gérard Vuillermet             |           |         |
| 2008                                     | 2014     | Christian Grange              |           |         |
| 2014                                     | En cours | Jean-Pierre Rougeaux          |           |         |
| Les données manquantes sont à compléter. |          |                               |           |         |

## Équipements et services publics

### Espaces publics
En 2019, la commune de Valloire bénéficie du label « ville fleurie » avec « deux fleurs » attribuée par le Conseil national des villes et villages fleuris de France au concours des villes et villages fleuris.

### Enseignement
Le village possède une maternelle et une école primaire (publique). Le collège le plus près est à Saint-Michel-de-Maurienne et le lycée le plus près est à Saint-Jean-de-Maurienne. La plupart des collégiens et des lycéens qui habitent Valloire sont internes. Présence d'anciennes écoles dans certains hameaux : l'Archaz, le Col, Poingt Ravier, les Verneys et Bonnenuit. La dernière d'entre elles (aux Verneys) a fermé à la fin des années 1960.

### Santé
Valloire possède un centre médical de proximité et une pharmacie ouverts tous les jours de chaque saison touristique. L’hôpital le plus proche est celui de Saint-Jean-de-Maurienne.

## Population et société

### Démographie
Les habitants sont appelés les Valloirins.

### Évolution démographique
L'évolution du nombre d'habitants est connue à travers les recensements de la population effectués dans la commune depuis 1793. Pour les communes de moins de 10 000 habitants, une enquête de recensement portant sur toute la population est réalisée tous les cinq ans, les populations de référence des années intermédiaires étant quant à elles estimées par interpolation ou extrapolation. Pour la commune, le premier recensement exhaustif entrant dans le cadre du nouveau dispositif a été réalisé en 2008.

En 2022, la commune comptait 1 074 habitants, en évolution de −3,16 % par rapport à 2016 (Savoie : +3,63 %, France hors Mayotte : +2,11 %).
| 1793  | 1800  | 1806  | 1822  | 1838  | 1848  | 1858  | 1861  | 1866  |
| ----- | ----- | ----- | ----- | ----- | ----- | ----- | ----- | ----- |
| 1 863 | 2 075 | 1 924 | 1 495 | 1 826 | 1 733 | 1 323 | 1 420 | 1 366 |

| 1872  | 1876  | 1881  | 1886  | 1891  | 1896  | 1901  | 1906  | 1911  |
| ----- | ----- | ----- | ----- | ----- | ----- | ----- | ----- | ----- |
| 1 315 | 1 281 | 1 208 | 1 512 | 1 335 | 1 140 | 1 092 | 1 072 | 1 010 |

| 1921 | 1926 | 1931 | 1936 | 1946 | 1954 | 1962 | 1968  | 1975 |
| ---- | ---- | ---- | ---- | ---- | ---- | ---- | ----- | ---- |
| 878  | 761  | 710  | 870  | 822  | 774  | 851  | 1 063 | 923  |

| 1982 | 1990  | 1999  | 2006  | 2008  | 2013  | 2018  | 2022  | - |
| ---- | ----- | ----- | ----- | ----- | ----- | ----- | ----- | - |
| 940  | 1 012 | 1 243 | 1 287 | 1 299 | 1 136 | 1 058 | 1 074 | - |

La population permanente de Valloire était plus importante à la Renaissance : un recensement réalisé en 1561 pour la gabelle du sel en Savoie donne un chiffre de 1 900 personnes recensées. À l'époque la population vivait principalement de l'agriculture l'été (élevage...) et du commerce l'hiver ; beaucoup d'hommes et d'enfants se faisaient colporteurs à la mauvaise saison sillonnant la Savoie et au-delà.
La population a décliné à partir de la fin du XIXe siècle. Après un plus bas point dans les années 1950, la population permanente remonte de manière constante grâce à l'activité touristique. Durant les vacances de février, Valloire peut dépasser les 20 000 personnes selon certaines estimations se fondant sur la consommation électrique et le volume des ordures ménagères.

### Manifestations culturelles et festivités

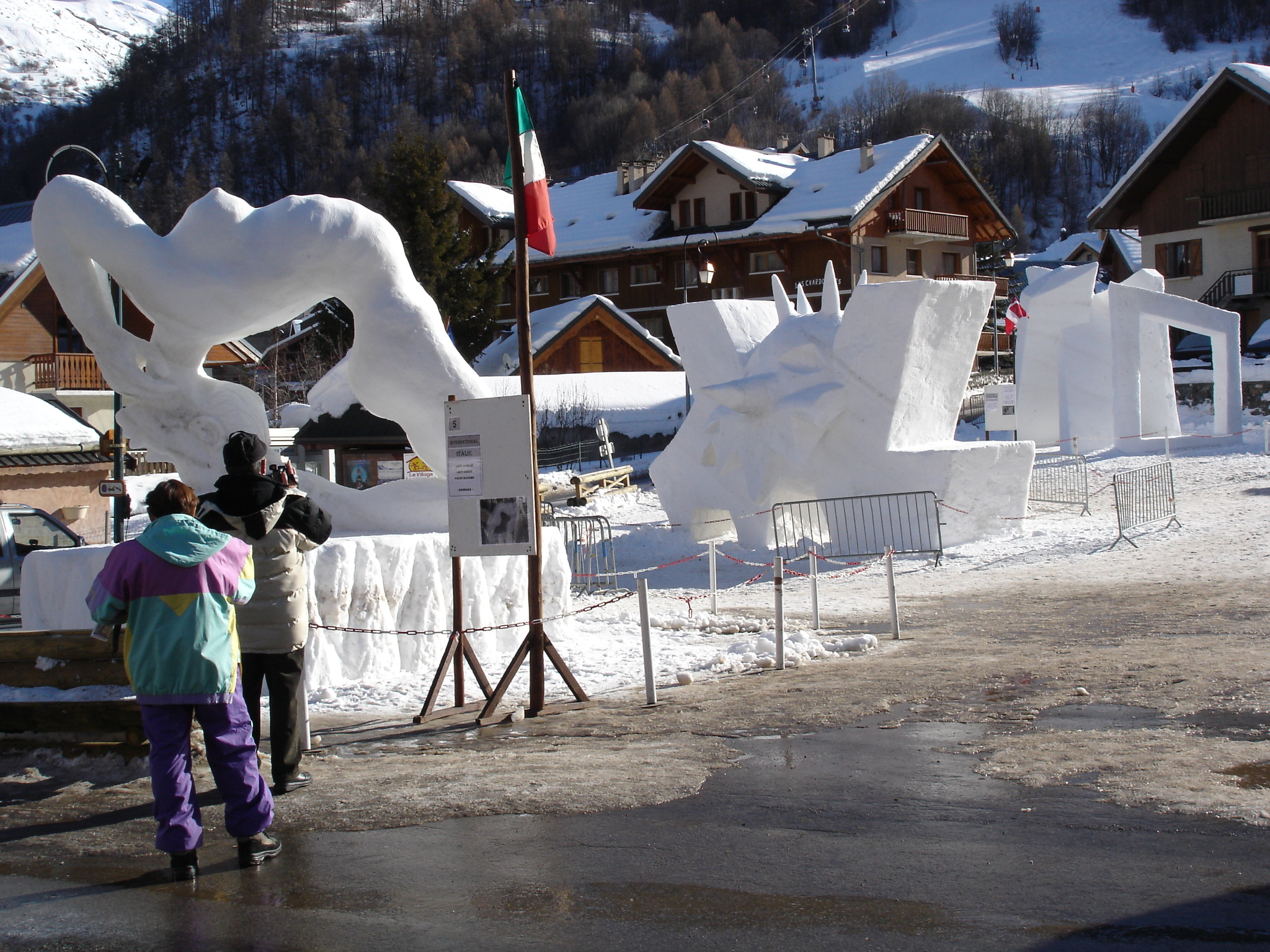
Concours annuel international de sculptures sur neige.

- Compétition FIS au début de saison d'hiver ;
- Valloire est connue comme une station d'art. Elle organise le Concours international de sculptures sur Glace et de Sculptures sur Neige, aux alentours du 18 janvier de chaque année. En 2021 a lieu la 38e édition du concours ;
- Fête patronale le 15 août ;
- Festival musical Blues Rock « Le Pic sonne » fin juillet[17] ;
- Festival de musique baroque début août[18] ;
- Punta Bagna : Rassemblement de Harley Davidson, mi-juin ;
- Épreuves de VTT de descente ;
- Trail pédestre du Galibier fin août ;
- Passage régulier du Tour de France : ville étape à plusieurs reprises (1972, 1975, 2019 et 2024) et arrivée en 2011 au col du Galibier ;
- Ville étape du Giro d'Italia 2013 (Tour cycliste) : arrivée au col du Galibier le 19 mai 2013 et départ de Valloire, le 21 mai 2013 ;
- Concours de sculptures sur paille et foin, début juillet.

### Sports et loisirs
Plusieurs clubs de sports présents dont les principaux :
- Ski Club Valloire ;
- Snow Club Valloire ;
- Valloire VTT ;
- Hockey Club « Crazy Eagles » ;
- Club de patin artistique « Val'patin ».
- Tennis club FFT Valloire

### Médias
- Télévision locale : TV8 Mont Blanc - La Fibre Mauriennaise[19] ;
- Radio locale : Radio Valloire (disparue en 2014).

## Économie
- Autrefois, son économie était traditionnellement basée sur l'agriculture et l'élevage. Du fait de sa situation géographique stratégique (hier sur la frontière Savoie - France et depuis 1860, Savoie - Hautes-Alpes), le colportage mais aussi l’importance de la contrebande (notamment du sel) ont permis à la vallée de la faire vivre.
- Aujourd’hui, l’économie est davantage tournée vers le tourisme. Valloire est surtout connue pour être une station familiale été et hiver, faisant partie du domaine skiable Galibier-Thabor (150 km de pistes) qui offre 17 000 lits touristiques. Le village est un lieu de passage important en été avec la route des Grandes Alpes (passages du col du Galibier et du col du Télégraphe).

### Tourisme

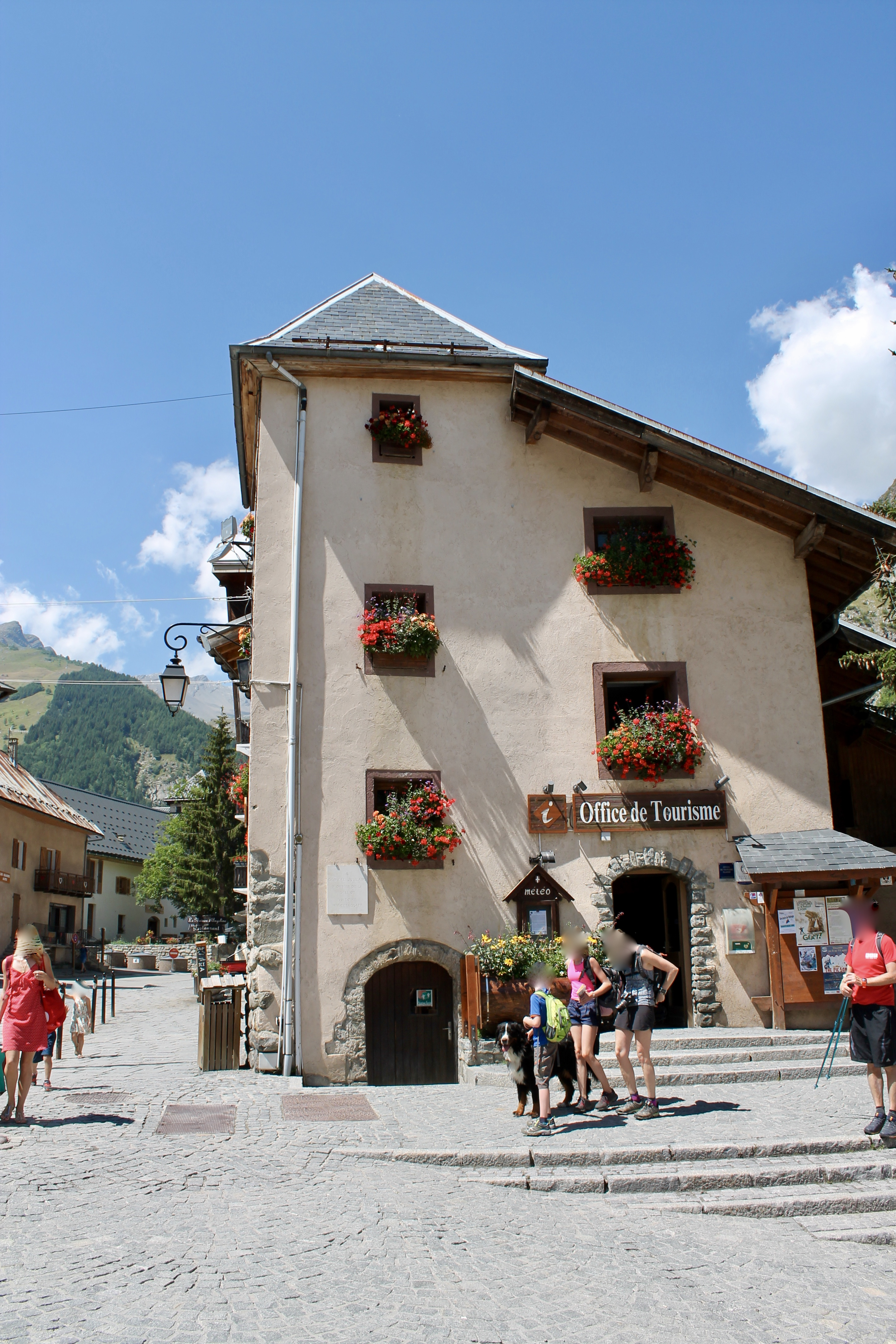
Office de Tourisme de Valloire (août 2018).

La station a obtenu plusieurs labels : « Station village de charmes », « Grand domaine », « Montagne douce » et « Étape de montagne ». En 2017, la commune est labellisée « Station verte » (depuis 2015).
En 2016, la capacité d'accueil de la station, estimée par l'organisme Savoie Mont Blanc, est de 17 503 lits touristiques répartis dans 2 259 établissements. Les hébergements se répartissent comme suit : 725 meublés ; 7 résidences de tourisme ; 11 hôtels ; un établissement de plein air ; 11 centres ou villages de vacances ; deux refuges ou gîtes d'étape et deux chambres d'hôtes.

### Domaine skiable
Le domaine skiable de Valloire est relié avec celui de Valmeinier, pour former le domaine skiable Galibier-Thabor. Au total, ce sont 150 kilomètres de pistes répartis sur trois massifs (Sétaz, Crey du Quart et Gros Crey), et desservis par 29 remontées mécaniques (2 télécabines (Sétaz et Crêt-de-la-Brive au Crey-Du-Quart), 15 télésièges dont 8 débrayables et 11 téléskis). Il est classé globalement d’un niveau « intermédiaire », c’est-à-dire composé de grandes pistes larges damées (niveau bleu/rouge dominant), ce qui n’empêche pas d'avoir également de très belles pistes difficiles (Cascade et Dahu sur la Sétaz, ou encore Grandes Drozes et Cotérieux à Valmeinier).
- Le domaine possède de nombreux atouts, dont sa taille — de 1 430 à 2 600 mètres d’altitude, 70 % du domaine étant situé à plus de 2 000 mètres —, la variété de ses pistes (85 pistes (8 noires, 31 rouges, 25 bleues et 21 vertes) et des paysages (ski en forêt sur le secteur de l'Arméra, grands espaces sur les secteurs Grand Plateau et Sandonière, passage dans les petits hameaux, plusieurs vallées…). Les pistes sont équipées de neige de culture (plus de 400 enneigeurs sur le simple secteur de Valloire) afin d'assurer le début et la fin de saison - laquelle dure généralement de la mi-décembre à la mi-avril. Le snowpark de Valloire est classé parmi les meilleurs en France.
- Ayant longtemps souffert de remontées obsolètes et de liaisons inter-massifs laborieuses, le domaine jouit aujourd'hui d'un parc de remontées moderne, rapide et au débit suffisant, fluidifiant la pratique du ski. Le retour sur Valloire depuis Valmeinier demeure le seul point faible structurel : une liaison à basse altitude et la nécessité d'enchaîner successivement trois remontées mécaniques, certes assez récentes.
- Plus de 100 moniteurs de ski travaillent dans la station.
- Un Arva Parc au sommet du secteur de la Sétaz, où on peut apprendre la technique de recherche de victimes d'avalanches.
- Ski de fond: 10 km de pistes entre 1 550 m et 1 850 m. Départ aux Verneys, puis circuit jusqu'à Pratier ou Bonnenuit (en fonction de l'état de la neige).
- Quelques sentiers raquettes et piétons complètent l'offre touristique.
- Le 2e régiment étranger de génie entretient un poste de montagne à Valloire. On peut voir des légionnaires débutants sur les pistes.

Paysages de Valloire
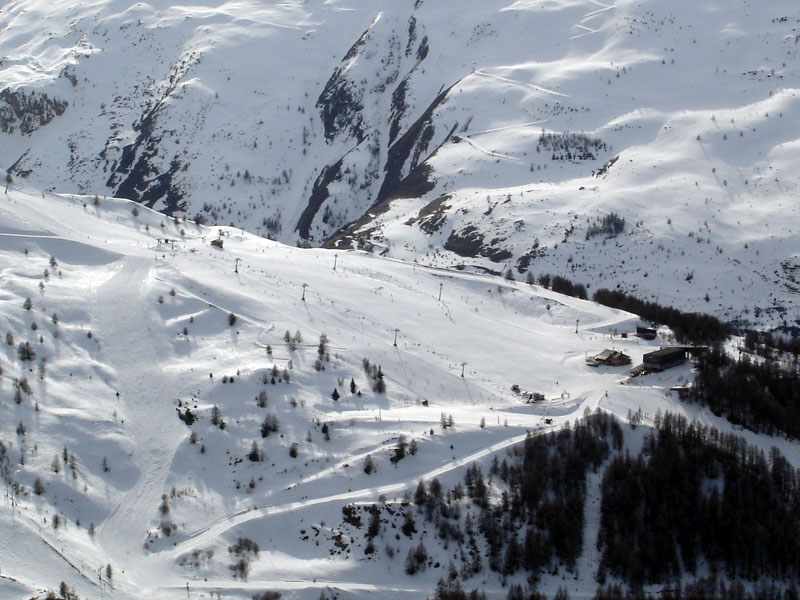
Le plateau de Thimel sur la Sétaz.
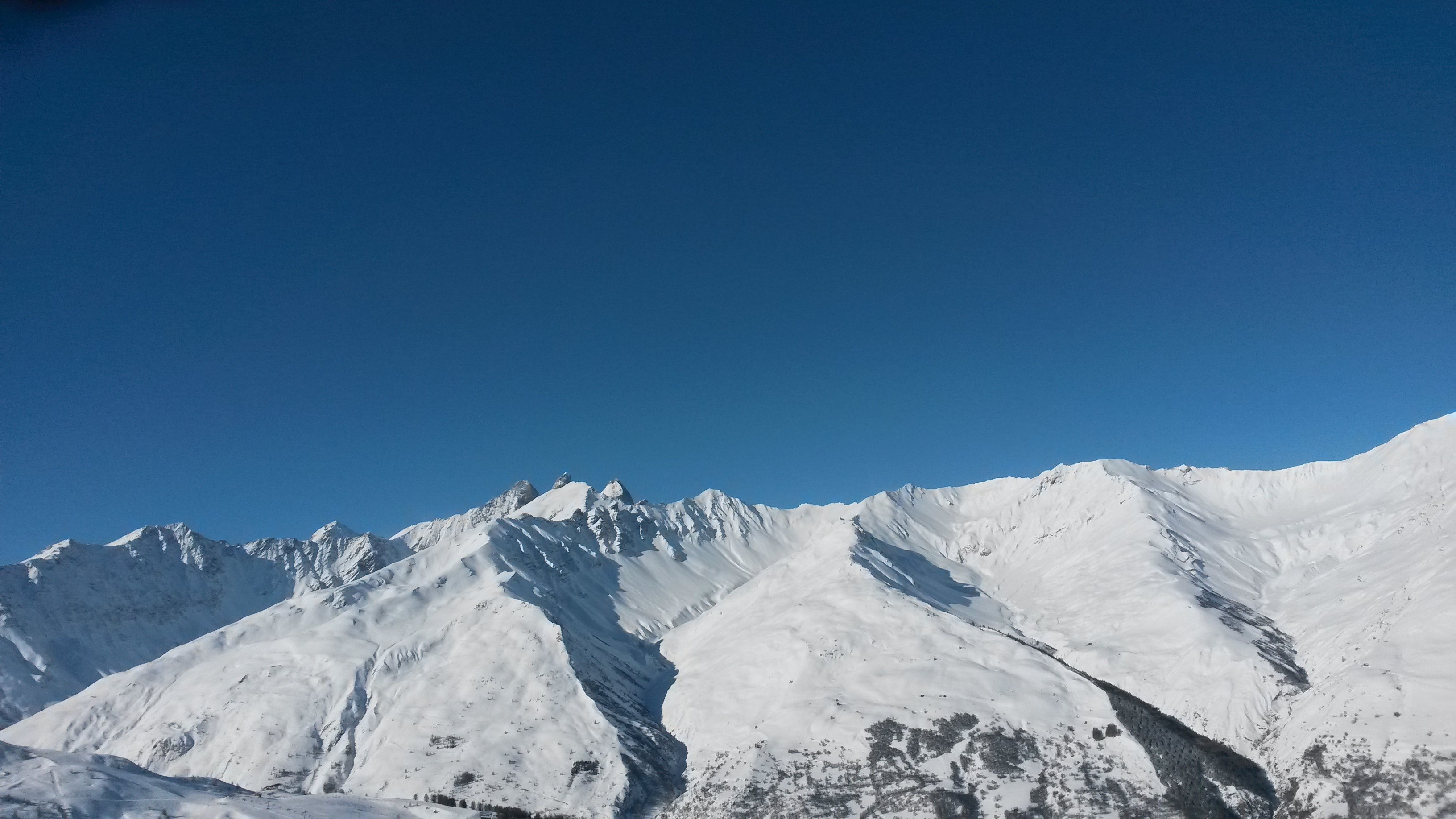
Le massif des Arves depuis le Crey du Quart.
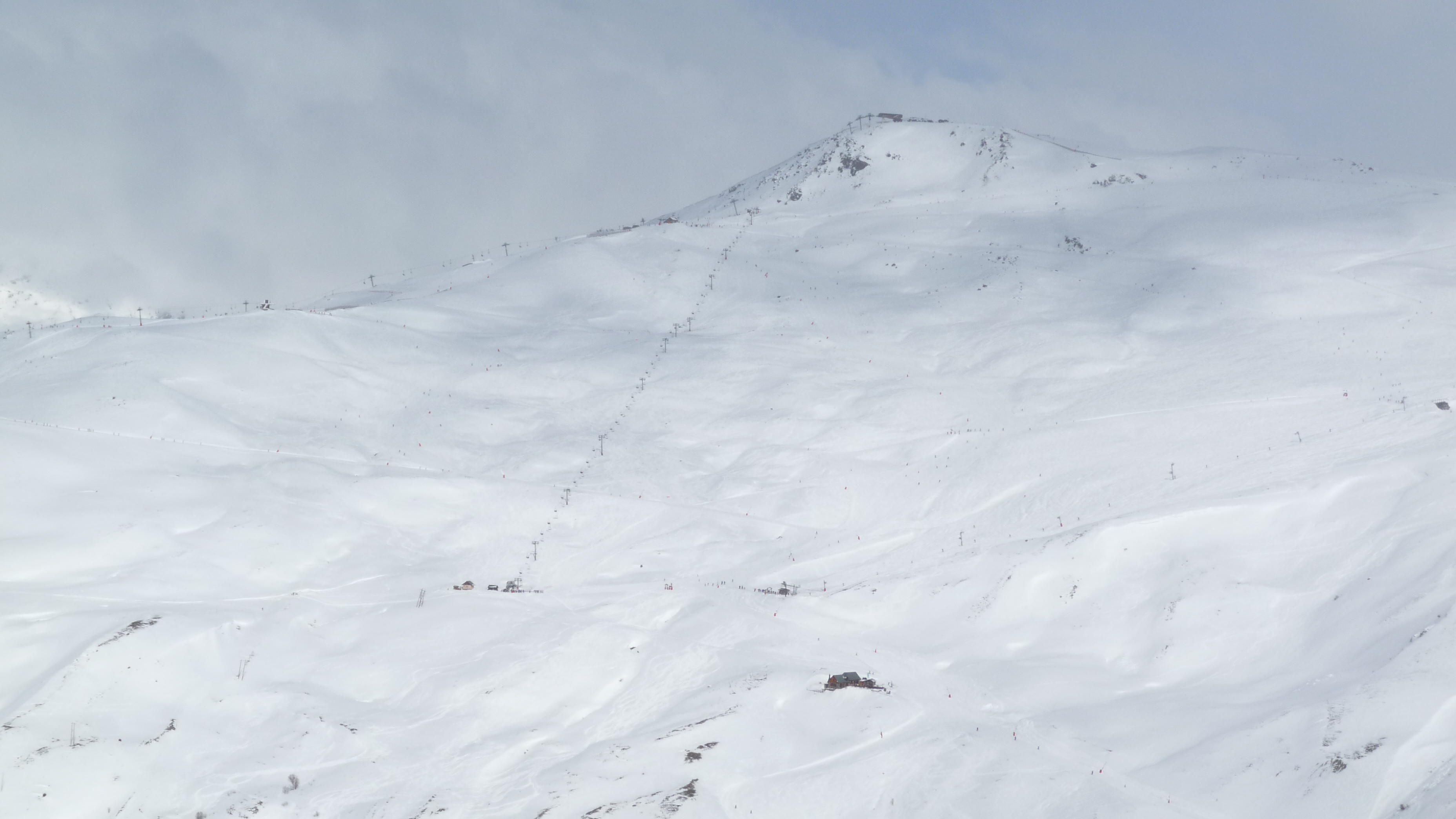
Le Grand Plateau sous le Crey du Quart.
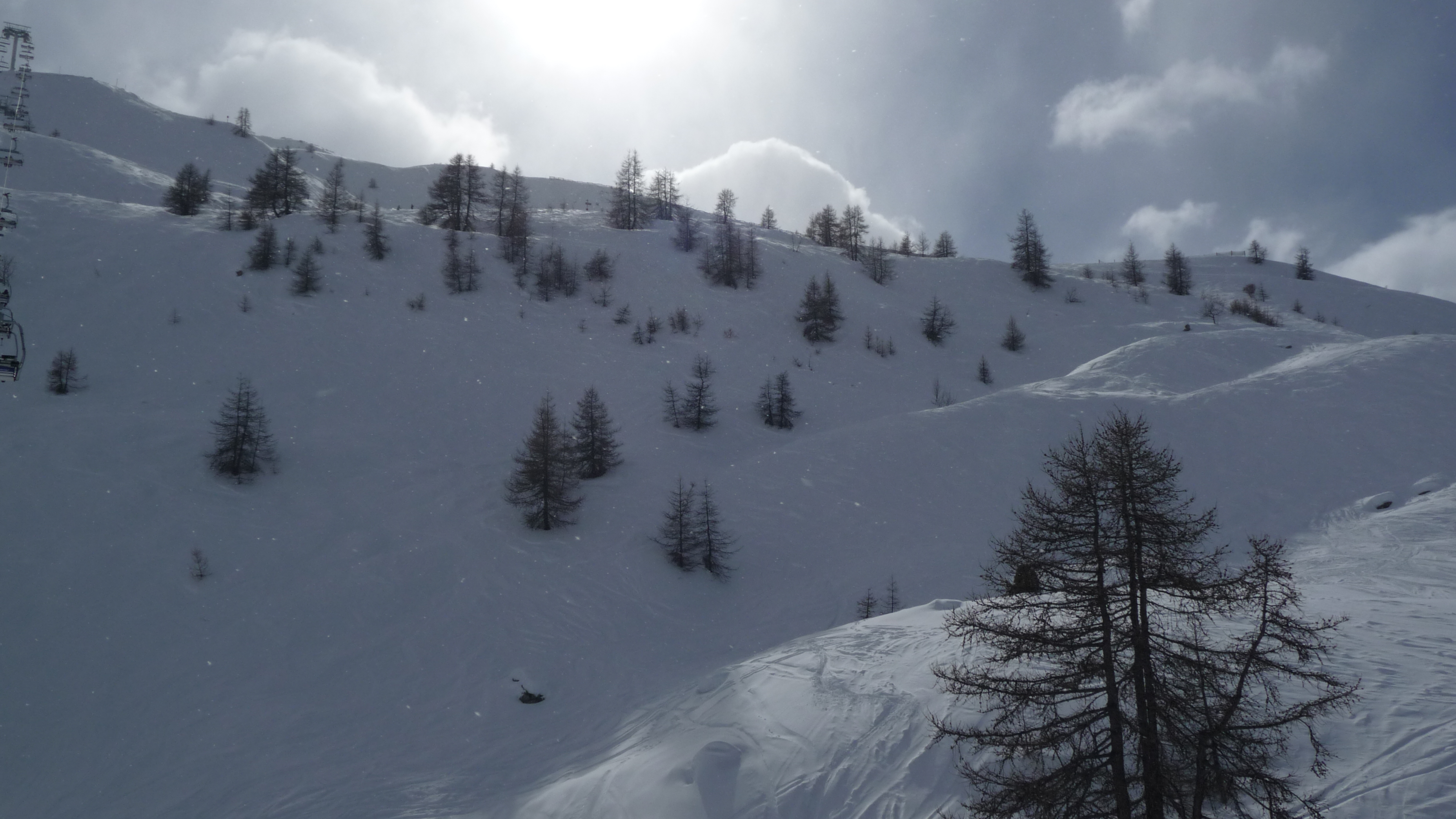
Le domaine skiable depuis le TSD de Cornafond (Sétaz).

Paysages de Valmeinier
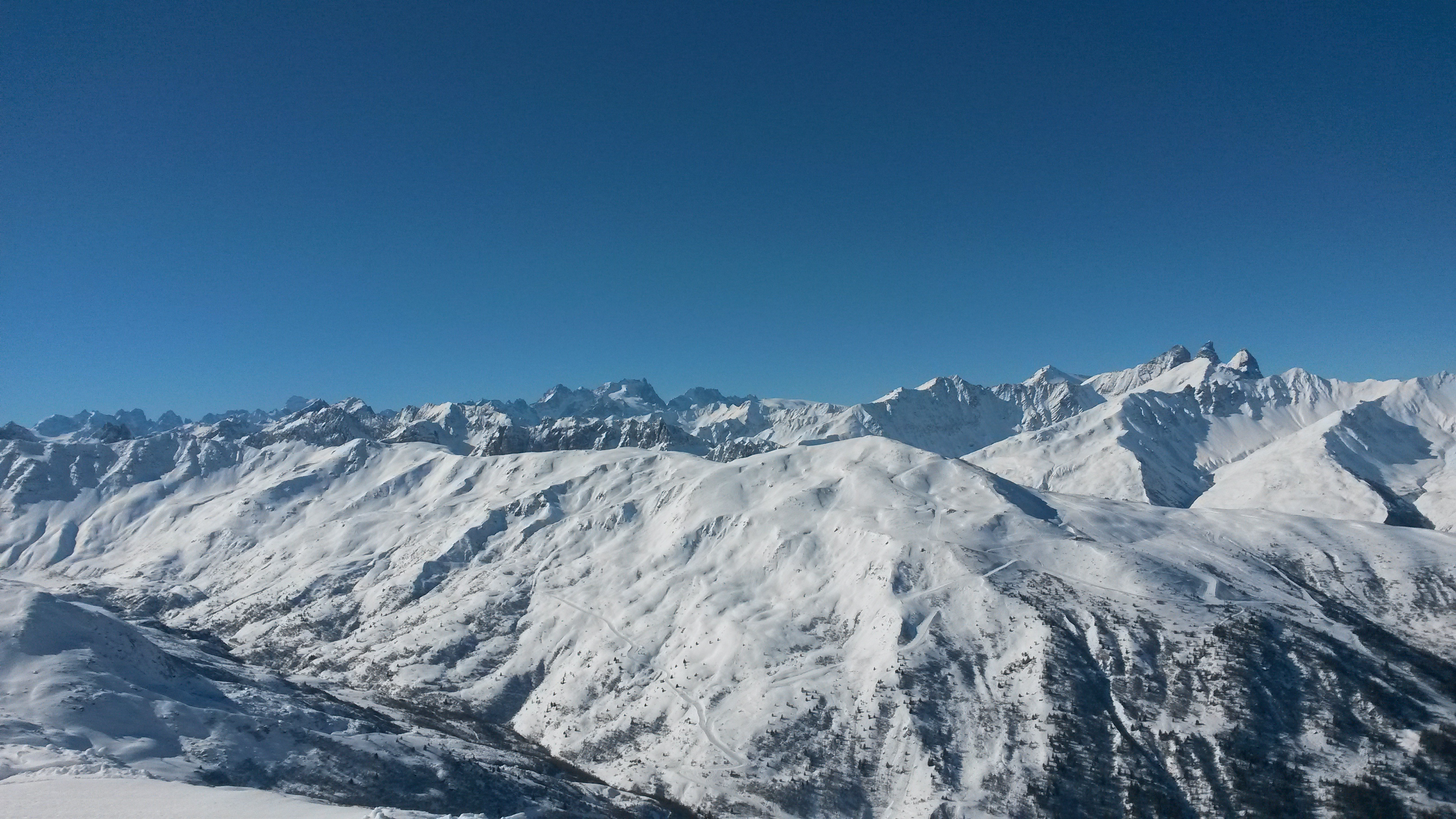
Le Massif du Crey du Quart, côté Valmeinier.
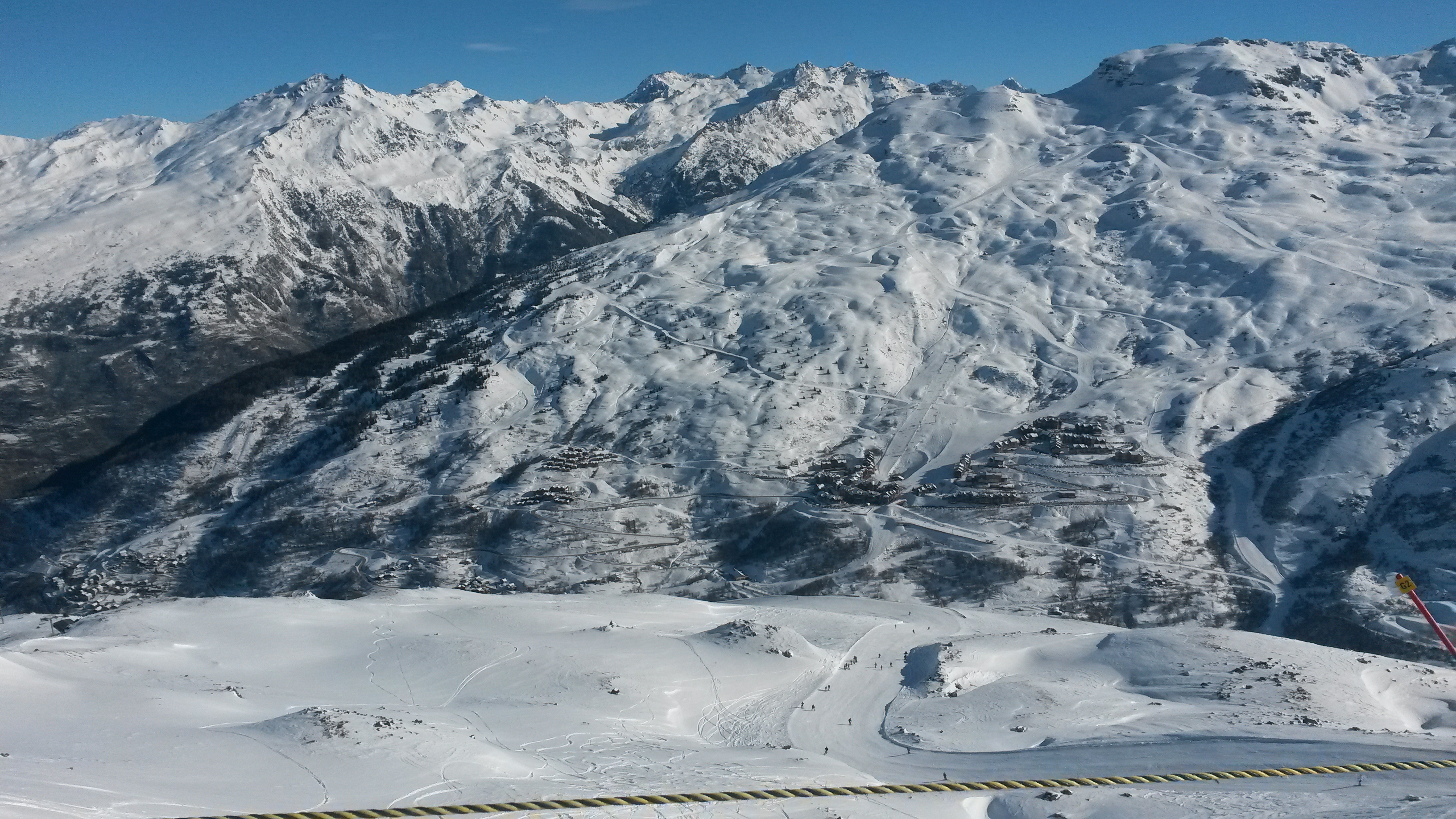
Le Gros Crey et Valmeinier.
Sommets autour du domaine skiable.

### Activités touristiques
- Parcs d'aventure La Forêt de l'Enfer (l'un des plus grands parcs acrobatiques dans les arbres de Savoie)
- Bowling
- Patinoire Philippe Candeloro
- Parapente et speed riding
- Centre de remise en forme
- Aéroclub
- Centre culturel de l'A.E.P. (cinéma de 334 places, bibliothèque, salle multimédia...)
- Cent-cinquante-cinq kilomètres de parcours balisés "cross country" en partenariat avec la Fédération française de cyclisme pour les VTT de tous niveaux
- Piscine d'été chauffée en plein air
- Centre équestre
- Golf des Verneys
- Escalade et via ferrata
- Tennis et tir à l'arc
- Segway, balade et randonnée en nature, découverte à gyropode
- Cent-trente kilomètres de sentiers balisés : principales randonnées pédestres
  - Grand Galibier
  - Aiguilles d'Arves
  - Pointe des Ratissières
  - Pointe des Cerces par le lac des Cerces
  - Col des Rochilles et 3 Lacs
  - Aiguille Noire
  - Albanette et Albanne

## Culture locale et patrimoine

### Lieux et monuments

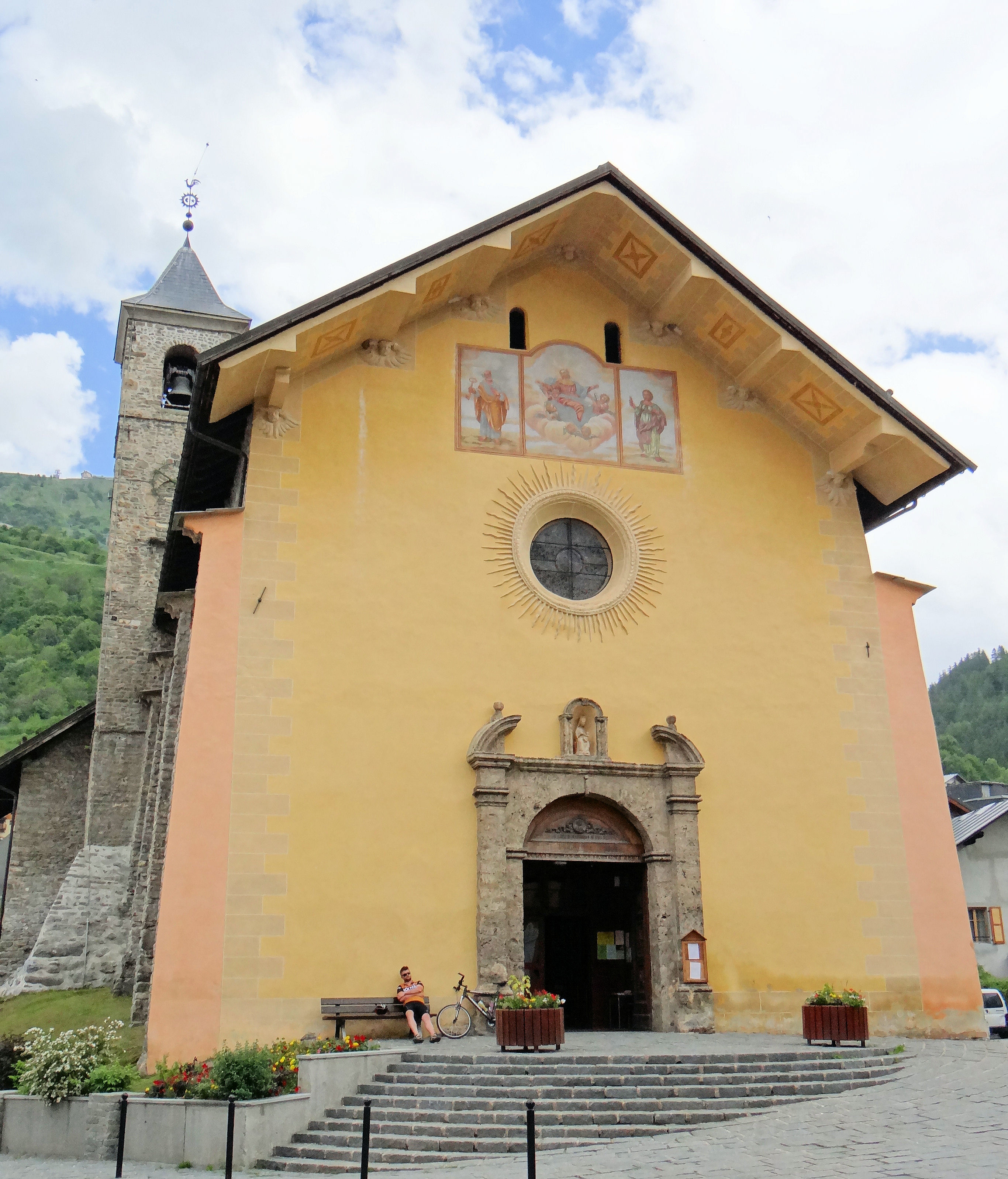
Église Notre-Dame-de-l'Assomption.
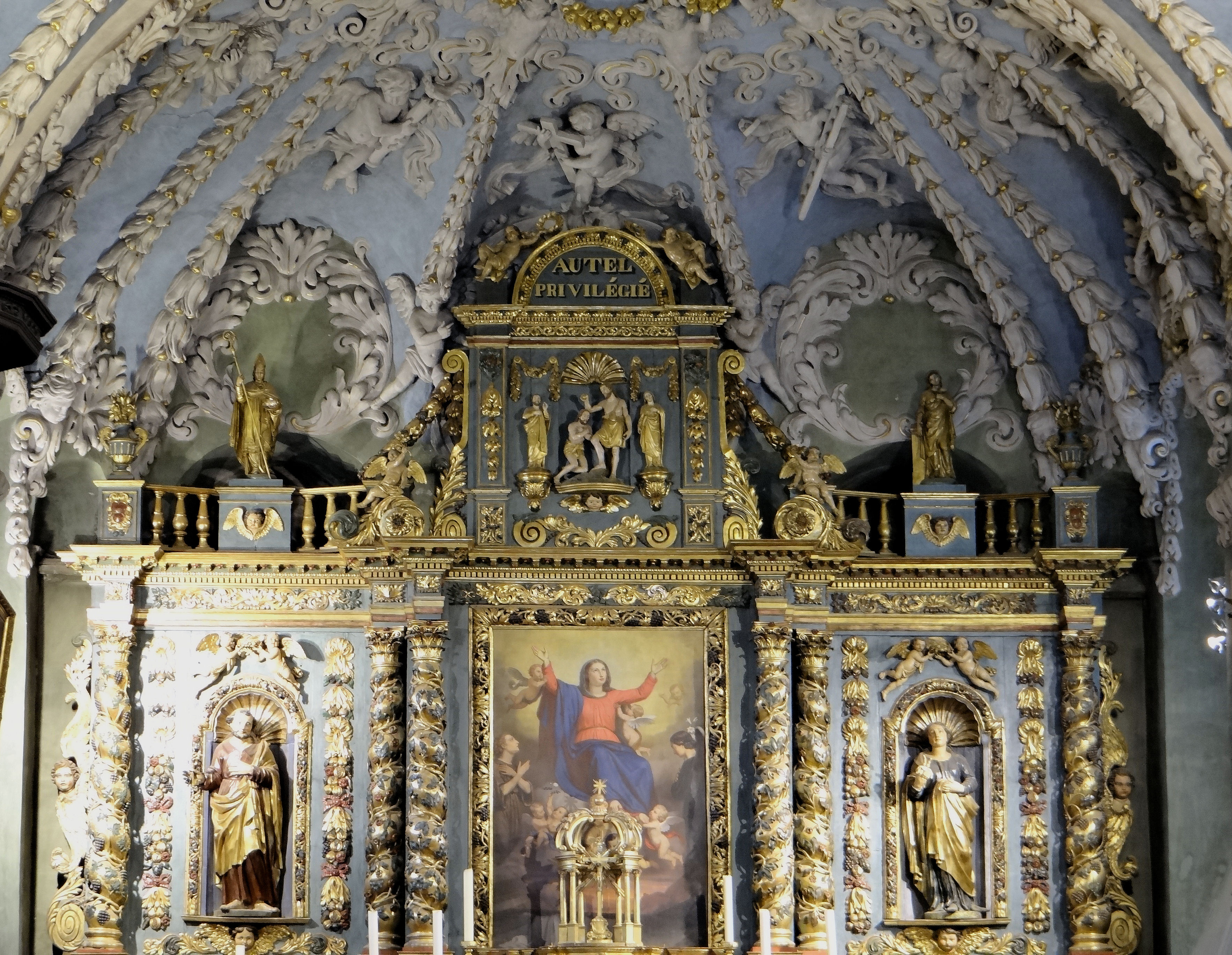
Retable du maître autel de Notre-Dame-de-l'Assomption.
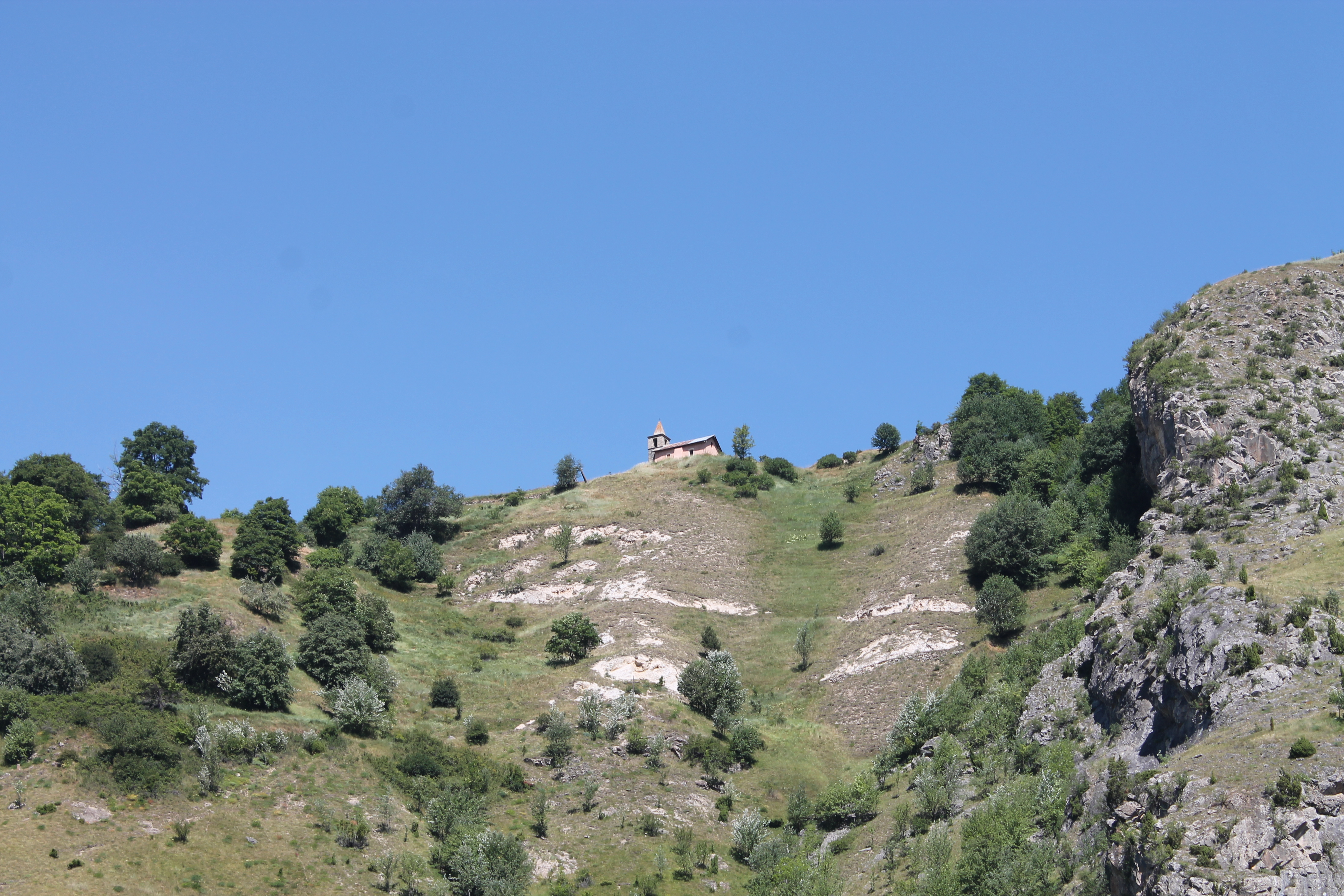
Chapelle Sainte Marie-Madeleine sur le Rocher de Poingt-Ravier
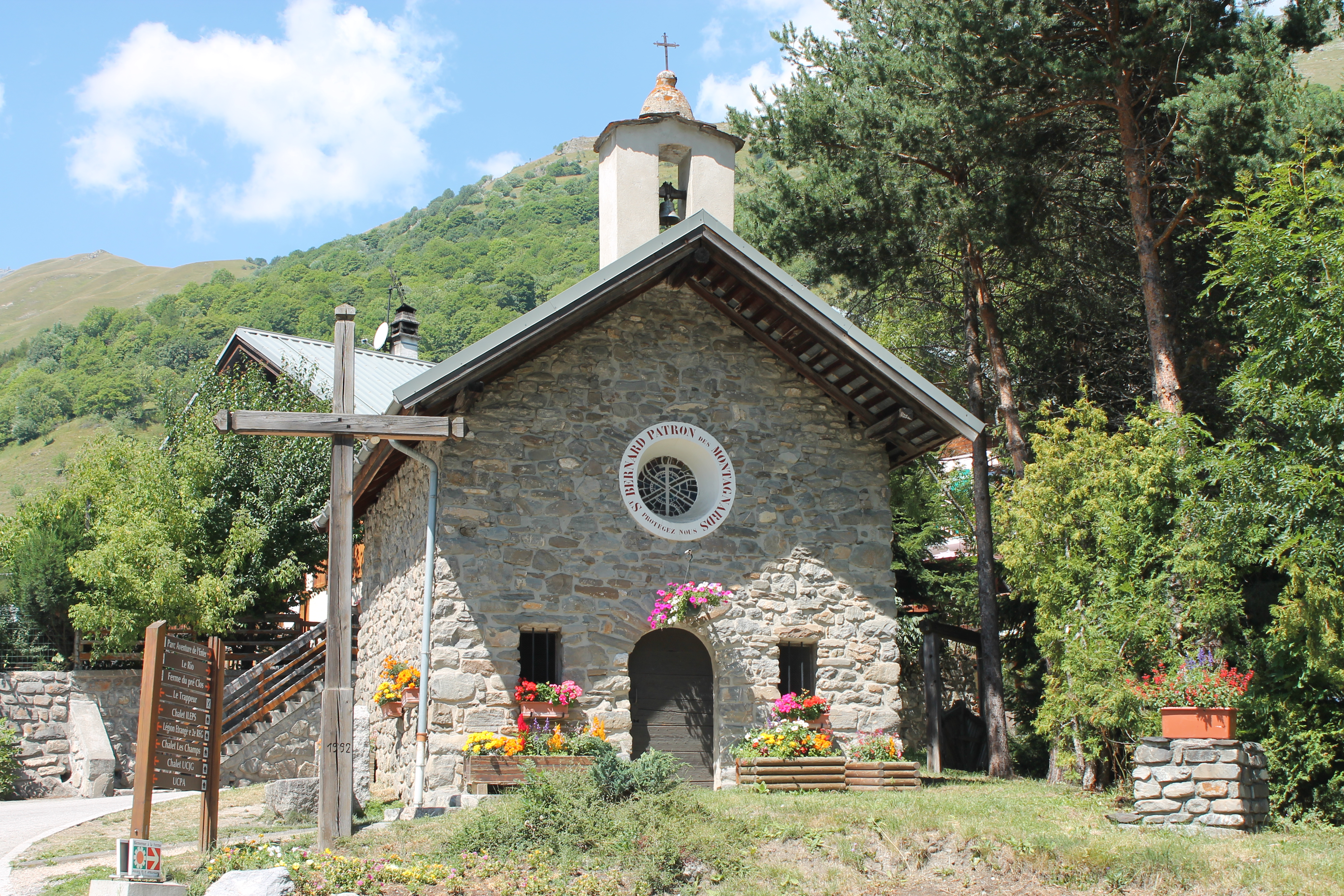
Chapelle Saint-Bernard de La Borgé.
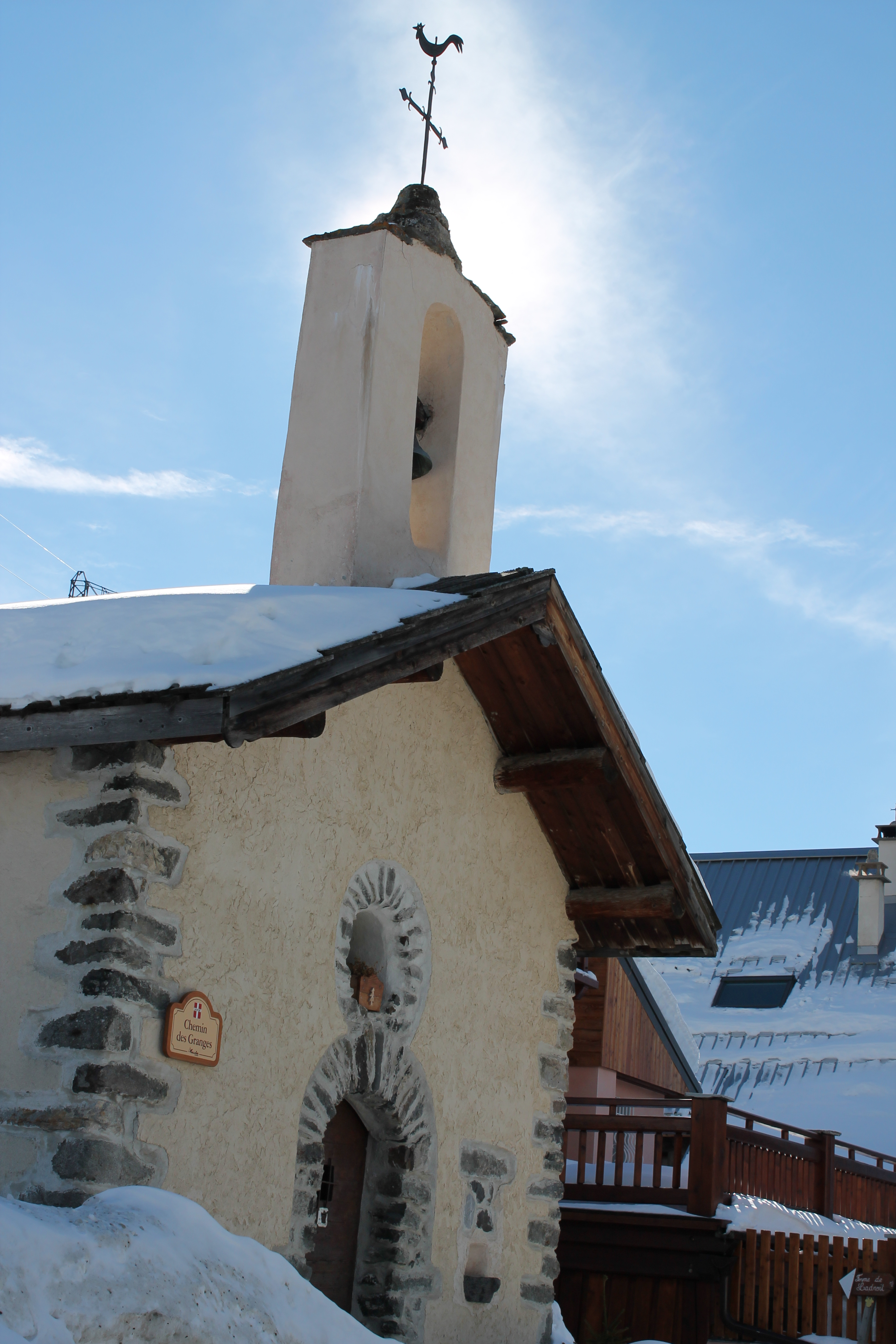
Chapelle Sainte-Marguerite des Granges.

- les ruines du château Saint-Pierre (XIe), sur le Rocher éponyme, où s'est installé à proximité la chapelle du même nom. Le château fut le siège d'une châtellenie épiscopale de l'évêché de Saint-Jean-de-Maurienne[23] ;
- l’Église Notre-Dame-de-l'Assomption est de style baroque savoyard du XVIIe siècle. Classée monument historique[24], elle est une des églises baroques parmi les plus somptueuses[25] de Savoie. La tradition rapporte que chaque paroissien en venant à la messe apportait des matériaux pour sa construction ;
- les chapelles : en raison de la taille de la paroisse et notamment du relief, les habitants des différents hameaux ont élevé leur chapelle, faisant appellent aux artisans locaux pour la décoration.

- chapelle Saint-Jacques des Villards (1694, baroque)[26]
- Chapelle Notre-Dame-du-Bon-Secours de Tigny (baroque)
- Chapelle Saint-Pierre sur le Rocher Saint-Pierre
- Chapelle Notre-Dame-des-Neiges de Bonnenuit
- Chapelle Saint-Grat de Bonnenuit
- Chapelle Sainte-Madeleine de Poingt Ravier
- Chapelle Notre-Dame-de-la-Vie, dite des trois croix
- Chapelle Sainte-Marguerite des Granges
- Chapelle Sainte-Thècle
- Chapelle Saint-Bernard de La Borgé
- Chapelle Saint-Claude du Col
- Chapelle Notre-Dame du Mont-Carmel de Geneuil
- Chapelle Saint-Benoît des Choseaux-Ville
- Chapelle Saint Joseph de La Ruaz
- Chapelle Saint Claude des Verneys
- Chapelle Saint Blaise de L’Archaz
- Chapelle Sainte Agathe de La Rivine

- Ferme bourgeoise "Chez le Marquis du Pontet"[27] située au hameau du même nom avec des façades peintes (trompe l'oeil et niche étoilée) rappelant les chapelles baroques[réf. nécessaire]
- Des cadrans solaires. Deux sont attribués au grand cadranier piémontais Giovanni Francesco Zarbula : l’un sur une maison du chef-lieu (rue des Grandes-Alpes) et le second sur une maison aux Verneys (à proximité de la chapelle). D’autres, plus modestes, sont éparpillés dans les hameaux de Poingt-Ravier et du Serroz ;
- Fort du Télégraphe ;
- Batteries-basses du Télégraphe ;
- Camp des Rochilles ;
- Refuge des Aiguilles d'Arves ;
- Col du Galibier à 2 642 m d'altitude. Il relie la Savoie et les Hautes-Alpes ;
- Col du Télégraphe à 1 566 m d'altitude ;
- Torrent de la Valloirette ;
- Stèle Marco Pantani, vainqueur du Tour de France 1998. Monument situé aux Granges du Galibier sur la route du col du Galibier ;

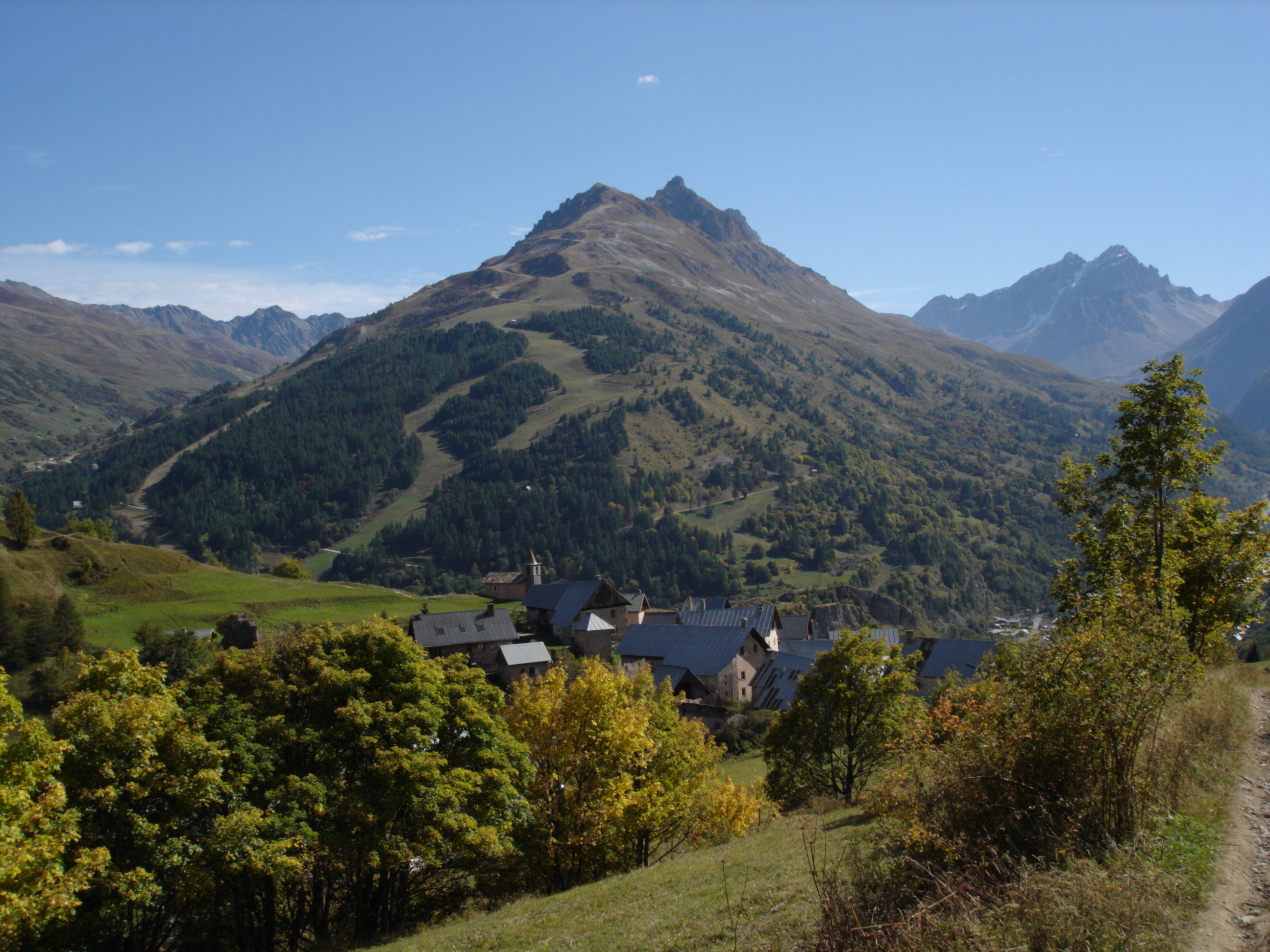
Hameau de Poingt-Ravier et massif de la Sétaz.
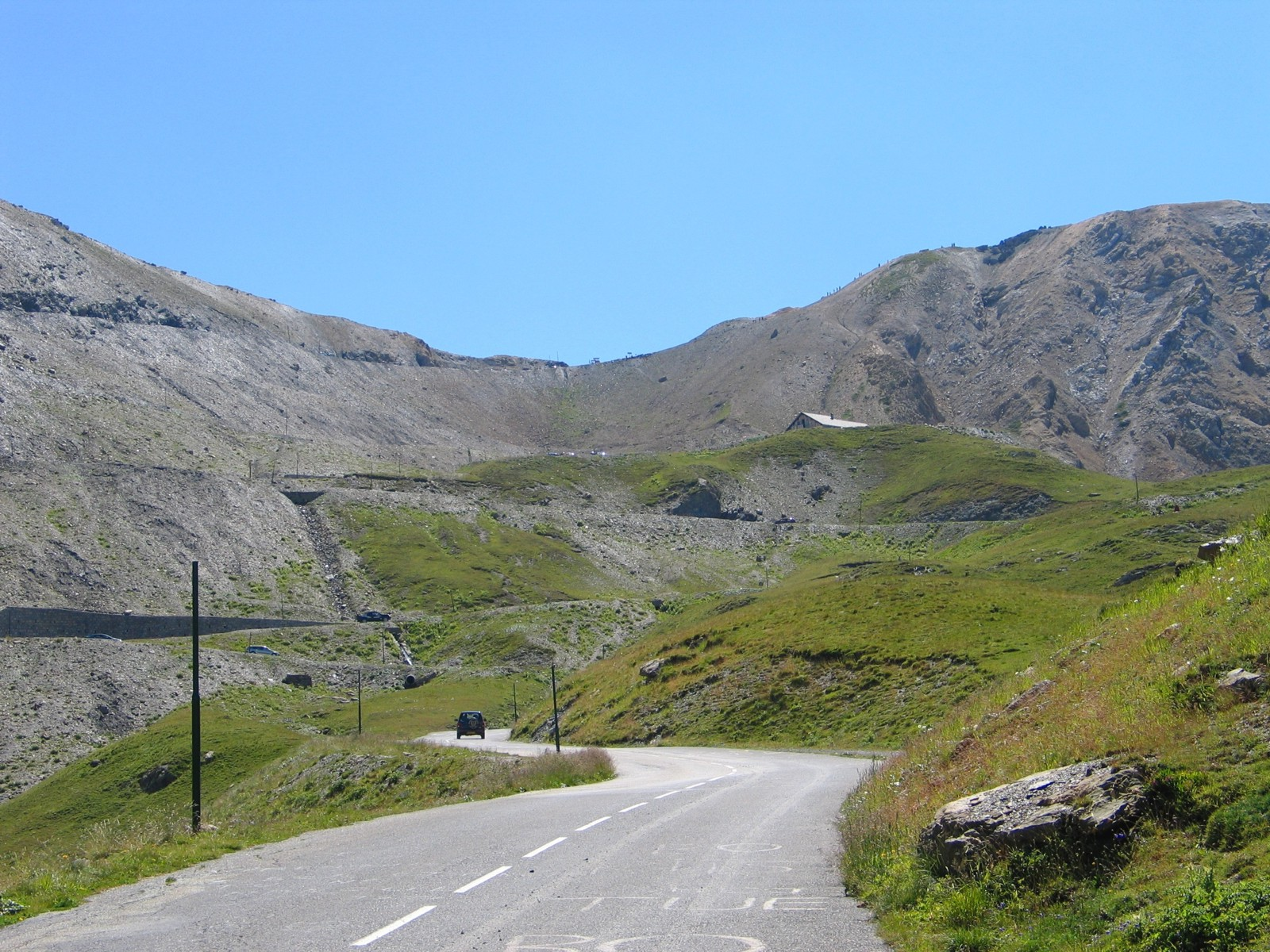
Vue vers le col du Galibier, versant Valloire.
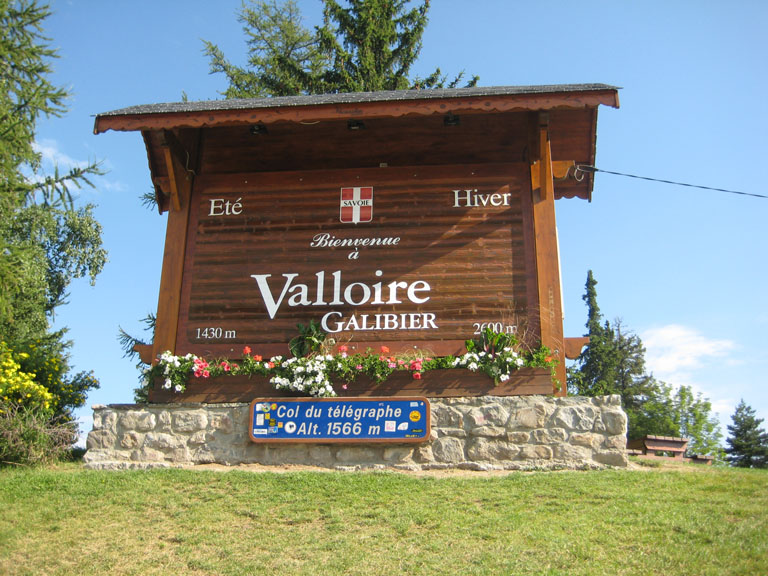
Au col du Télégraphe.
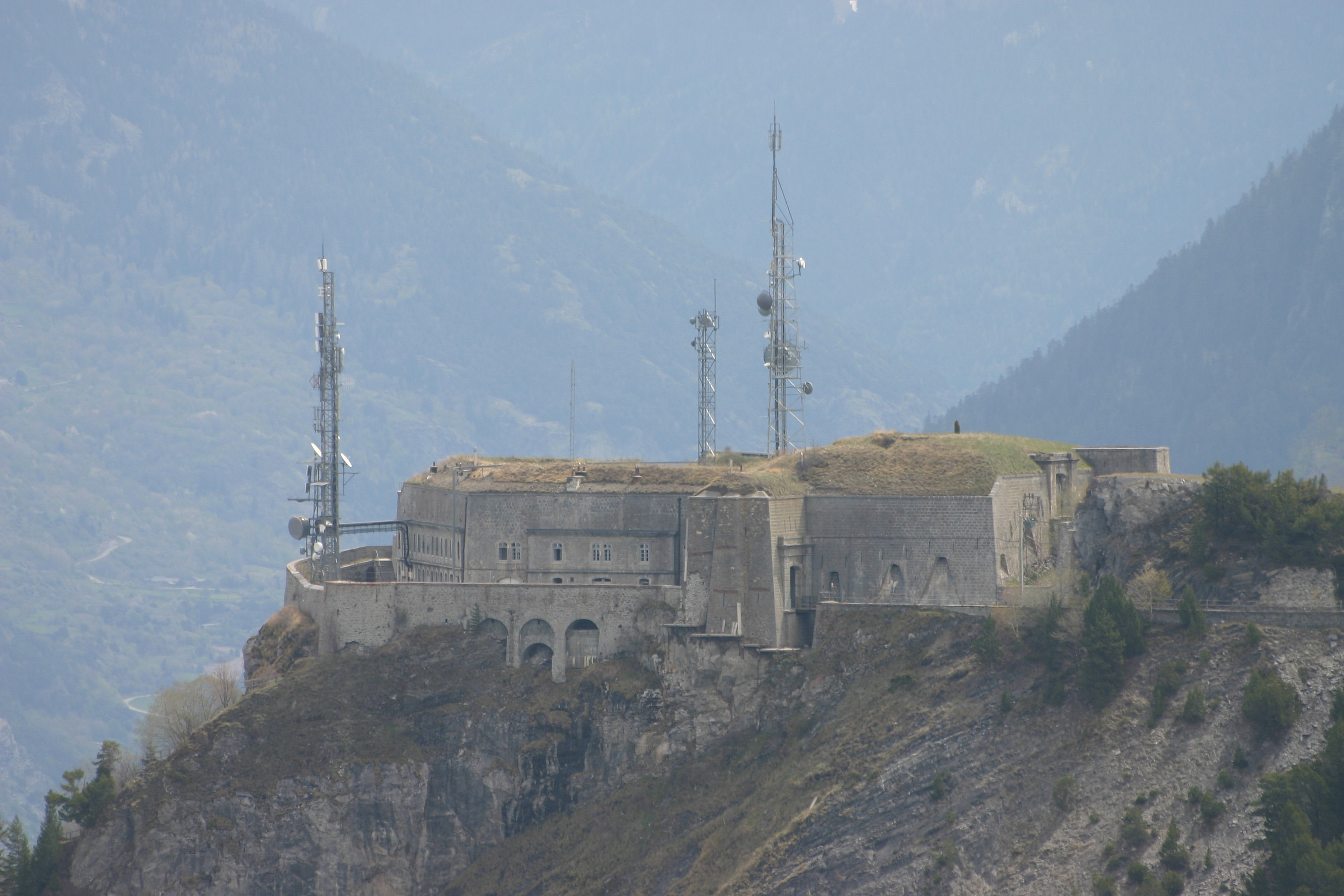
Fort du Télégraphe.
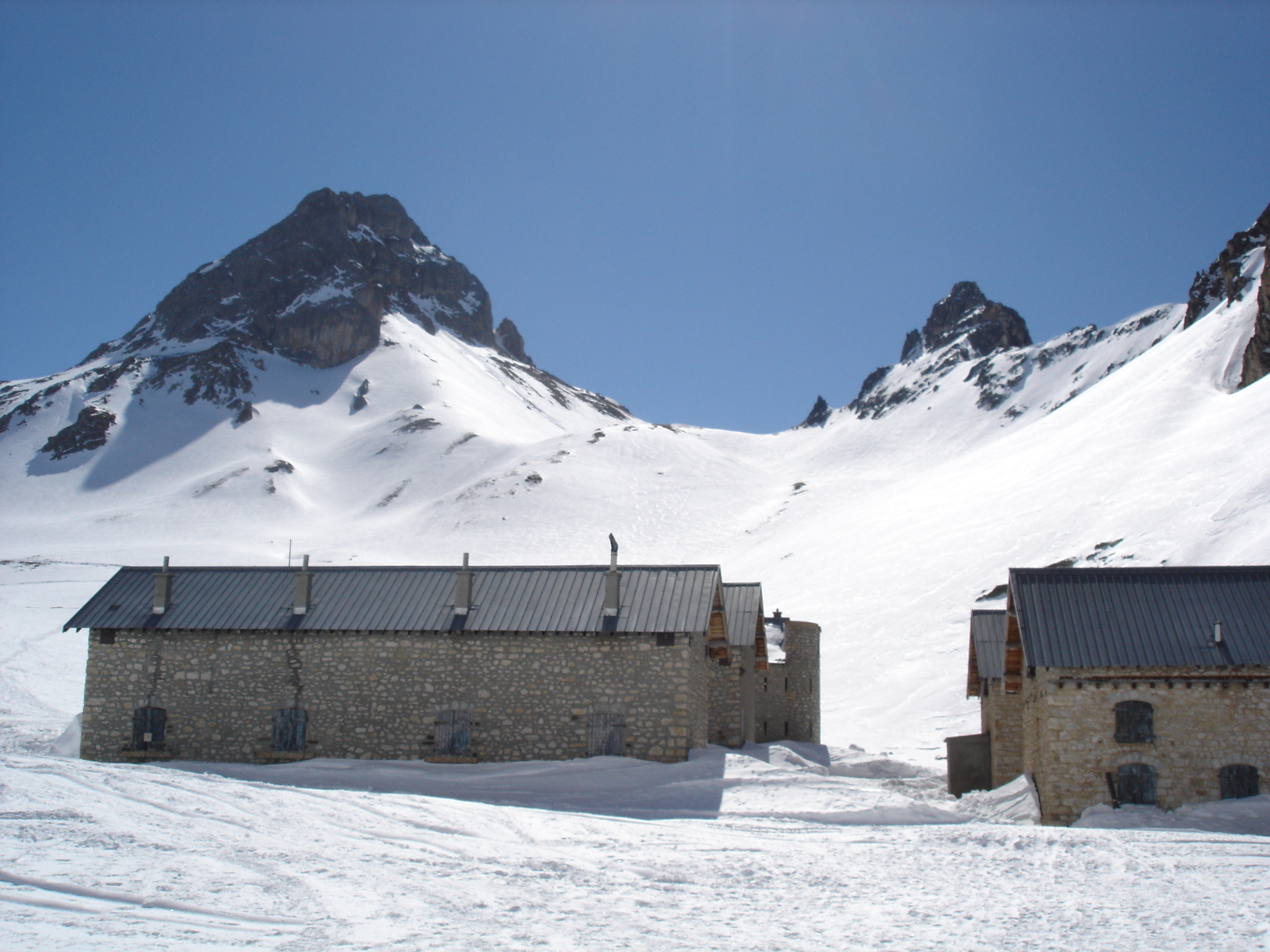
Camp des Rochilles.
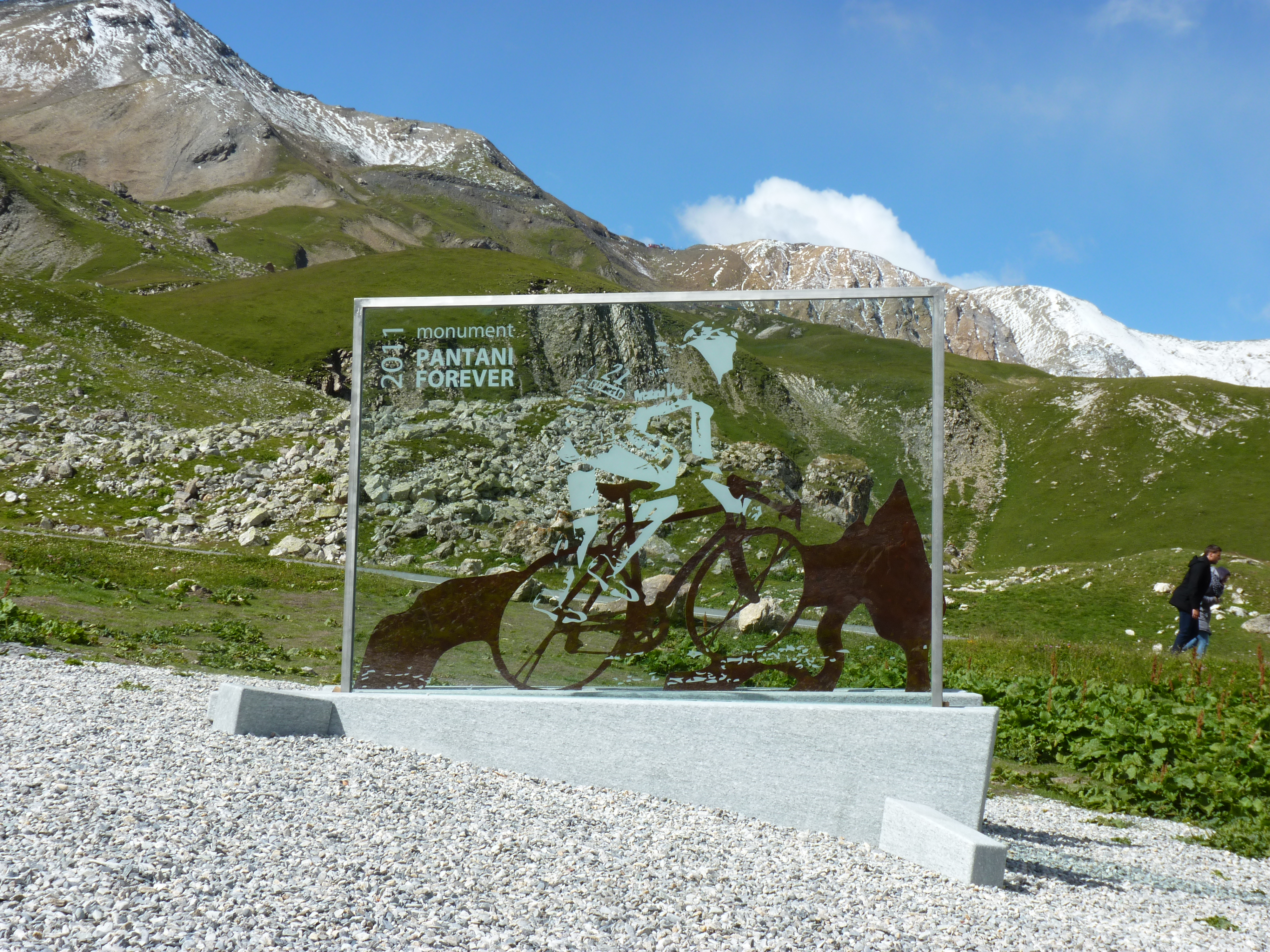
Stèle Marco Pantani.

### Gastronomie
- Diot de Valloire ;
- Tomme ;
- Tomme de chèvre ;
- Farçon de Valloire.

### Personnalités liées à la commune
- Antoine Rapin de la Chaudanne, né à Valloire vers 1515, décédé en 1571. Il vint en France pendant la période d'occupation de la Savoie par François Ier, avec son frère Philibert Rapin (v. 1530 - exécuté à Toulouse le 13 avril 1568) et son cousin Michel Rapin. Devenu protestant, il fut un chef militaire de l'armée du prince de Condé entre 1562 et 1570, gouverneur de Montpellier en 1562, puis trois fois gouverneur de Montauban: en 1567, de décembre 1568 à février 1569, et de juillet 1569 à 1570.
- Jean-Baptiste Grange, skieur alpin.
- François-Cyrille Grange, frère du précédent, dernier porteur avec Michel Platini du relais de la flamme olympique, aux Jeux olympiques d'hiver de 1992 d'Albertville[28],[29].
- Gabriel Julliard, né à Epierre, fondateur du télébenne, dont le premier exemplaire a été installé à Valloire sur la Sétaz, puis sur le cret rond en 1953.
- Maud Gobert, championne du monde 2011 de trail.
- Ludovic Pommeret, ultra-traileur.
- Delphine Martin, grimpeuse (escalade), 3e Coupe du Monde de Bloc 2000.

### Héraldique, logotype et devise

Logo actuel.

L'aigle est le symbole du village. Il apparaissait sur d'anciens tampons, sceaux municipaux. Il était présent sur l'ancien logo de la station (utilisé jusqu'à la fin des années 1990) et figure sur les blasons des différentes corporations/associations sportives : sapeurs-pompiers, Ski Club, club de VTT, équipe de hockey « Crazy Eagles », etc. Il fut aussi présent sur le blason d'une branche de la famille Rapin, originaire de Valloire : les Rapin de Thoyras.

## Pour approfondir

#### Bases de données, dictionnaires et encyclopédies
- Ressources relatives à la géographie :   - Insee (communes)
  - Ldh/EHESS/Cassini
- Ressource relative à plusieurs domaines :   - Annuaire du service public français
- Ressource relative au tourisme :   - Skimap.org
- Notices d'autorité :   - VIAF
  - BnF (données)
  - LCCN
  - Israël
  - WorldCat